# Seznam epizod Bonanze
Bonanza je ameriška vesternska televizijska serija, ki jo je razvil in produciral David Dortort in so jo je v Združenih državah Amerike predvajal 14 sezon na omrežju NBC. Celotna serija, dolga 431 ur, je bila posneta v barvah. Premiera je bila 12. septembra 1959, zadnja epizoda pa 16. januarja 1973.
- Sezona 1

- S01E01 Roža za Lotto

12. september 1959 NBC
Prizor se začne z Benom in Adamom Cartwrightom, ki opazujeta čudovito pokrajino Ponderose. Ta epizoda govori o lastnikih rudnikov, ki želijo les iz Ponderose in Ben jim ga noče prodati. Zato najamejo igralko, ki zvabi Malega Joeja v mesto, kjer ga rudarji zadržijo kot talca za les. Ben in njegova sinova gresta v mesto in celo noč iščeta Malega Joeja, ki se medtem skriva pred lastniki rudnikov. Na koncu najdeta Malega Joeja, kako pleše z igralko in odjahata proti sončnemu zahodu.
- S01E02 Smrt na Sončni gori

19. september 1959 NBC
Pohlepni oportunist Mark Burdette in njegov sostorilec Early Thorne povzročata težave med plemenom Paiute in prebivalci Virginie City. Ben odkrije, da Burdette in Thorne prodajata antilopino meso rudarjem, in se mu zdi cena previsoka. Rudarjem ponudi meso po bolj razumni ceni. Burdette in Thorne se maščujeta tako, da Paiute obtožita napadov, tako da se preoblečeta v njih in ubijata rančarje. Temelji na dejanskem dogodku. Prvo glasovno pripovedovanje Lorna Greenea in še nedokončano stopnišče Ponderose.
- S01E03 Novinci

26. september 1959 NBC
John Pennington in njegova ekipa želita rudariti na zemljišču Ponderose s hidravličnimi sredstvi. Ben je popolnoma proti tej metodi in jih v kratkem času izseli. Hoss dobi nalogo, da Penningtonovim možem pove, naj odidejo, vendar se kmalu znajde v moralni dilemi, ko spozna Penningtonovo lepo sestro Emily. Kmalu odkrije srce parajočo skrivnost... je neozdravljivo bolna; vendar njun odnos kmalu privede do številnih težav za Cartwrightove.
- S01E04 Vojna Paiute

3. oktober 1959 NBC
Trgovec Mike Wilson se poskuša izogniti kazni s strani Indijancev Paiute, potem ko je slabo ravnal z dvema njihovima ženskama, tako da krivdo pripiše Adamu. Sledi ostra vojna med Paiuti in kalifornijsko milico, Paiute pa zajamejo Adama kot talca. Zelo impresivni bojni prizori v tem prvi mini-epski seriji. Ta epizoda je storila vse, kar je bilo mogoče, da bi uprizorila resnično stvar; uporabljenih je bilo 50 Indijancev in 50 igralcev konjenice ter statistov, produkcija pa je vključevala tri dni snemanja na lokaciji. Ta epizoda je zajela tako največjo igralsko zasedbo kot najdražje kaskaderske podvige. Epizoda temelji na dejanskem dogodku, ki se je zgodil maja in junija 1860.
- S01E05 Vstop Marka Twaina

10. oktober 1959 NBC
Samuel Clemens prispe v Virginio City, da bi pisal za Territorial Enterprise, hkrati pa pokvarjen politik poskuša zahtevati Ponderoso.
- S01E06 Zgodba Julie Bulette

17. oktober 1959 NBC
Mali Joe je zaljubljen v lastnico salona Julio Bulette, za katero si predstavlja, da je kot njegova pokojna mati. Prva epizoda, ki razkriva podrobnosti o Marie Cartwright in je navdihnjena z resnično zgodbo o madam iz Virginie City. Tudi prva epizoda, ki prikazuje Michaela Landona.
- S01E07 Saga o Annie O'Toole

24. oktober 1959 NBC
Adam brani rudarski zahtevek Annie O' Toole na sodišču, ki mu predseduje sodnik Ben Cartwright. Annie pride v Washoe Diggings z zahtevkom za rudnik, ki ga je vložil njen ljubimec, Šved Lundberg. Šved ima dva zahtevka in enega je prodal njunemu znancu po imenu Gregory Spain, kar je povzročilo zmedo, o kateri lahko odloči le sodnik Ben Cartwright.
- S01E08 Zgodba Philipa Diedesheimerja

31. oktober 1959 NBC
Adam in Hoss pomagata nemškemu inženirju pri razvoju koncepta "kvadratnega lesa" v rudnikih. Temelji na dejstvih in je prva epizoda, ki ne vključuje vseh štirih Cartwrightov. Hoss se nanaša na lik Emily, v katero je bil zaljubljen v "Novincih".
- S01E09 Gospod Henry Comstock

7. november 1959 NBC
V povratnem prizoru legendarni iskalec zlata prispe na Ponderoso in sodeluje pri ustanovitvi Virginie City. Po naključju je gostujoči igralec Jack Carson igral blagajnika v banki Comstock Bank and Trust v filmu "Gentleman Jim" iz leta 1942. Ta zgodnja klasika je bila druga posneta epizoda.
- S01E10 Veličastna Adah

14. november 1959 NBC
Virginia City obišče igralka Adah Issacs Menken, ki je po naključju Benova stara znanka. Joeja hudo pretepe Adahin ljubosumni snubec, John C. Regan, ki ga v boju premaga besni Hoss.
- S01E11 Pas Truckee

21. november 1959 NBC
Luther Bishop in Ben Cartwright se že vrsto let prepirata glede majhnega zemljišča, imenovanega Pas Truckee. Eden od Bishopovih zaposlenih goji zamero do Cartwrightov in želi ponovno zanetiti spor, hkrati pa goji načrte glede Bishopove lepe hčerke Amy. Joe spozna Amy in se vanjo zaljubi, kljub družinskim razlikam in oba se želita poročiti. Ravno ko se zdi, da se bo spor končal z združitvijo dveh mladih, Bishopov mož napade Amy in Joe ji mora priskočiti na pomoč.
- S01E12 Viseča skupina

28. november 1959 NBC
Adam in Joe se nerada pridružita skupini maščevalnih meščanov, ki želijo linčati tri moške, ki naj bi ubili Vannie Johnson. Skupino vodita Paiute Scroggs in Flint Johnson, mož umrle ženske. Ko se Adam in Joe z njima spopadeta, se oba ločita in poskušata priti do treh moških, preden to stori skupina. Zgodba te epizode je različica filma "The Ox-Bow Incident" iz leta 1943.
- S01E13 Maščevanje

5. december 1959 NBC
V različici "High Noon" se morata Ben in Hoss skoraj sama soočiti z bando razbojnikov, ko se večina prebivalcev Virginia Cityja skrije. Najbolj akcijska epizoda po "The Paiute War".
- S01E14 Sestri

12. december 1959 NBC
Ta epizoda se začne z Adamom, ki v dvoboju brani čast Sue Ellen Terry. Nihče ni ustreljen, ker drugi moški zgreši Adama, Adam pa velikodušno strelja v zrak, da konča dvoboj. Sue Ellen živi s svojo sestro, ki se zdi prijazna, a se izkaže za precej zlobno, požrto od ljubosumja, ker se stara, njena sestra pa je mlada lepotica. Ko Adam neko noč po zmenku odpelje Sue Ellen domov, na polovici te epizode, jo nekdo ustreli, Adam pa postane osumljenec in je vržen v zapor. Ko šerif predlaga, naj Adam pobegne, to stori, a ko stopi ven, ga nekdo poskuša ustreliti. Preganja ga, a ga ne najde in kmalu zatem sliši kričati sestro Sue Ellen. Steče po stopnicah in jo najde mrtvo, in seveda je nato osumljen tudi tega umora. Seveda mu njegova družina pomaga v zadnji pol ure in izkaže se, da je vse umore storil nekdo, ki ga ne bi smeli sumiti, a da v resnici tega ni poskušal.
- S01E15 Zadnji lov

19. december 1959 NBC
Hoss in Joe med lovom na gorske ovce naletita na nosečo Indijanko in ji morata pomagati pri porodu. Kljub pridihu humorja, vključno s prizorom, v katerem Joe obrok imenuje "krmilo za živino", zgodba nima povsem srečnega konca.
- S01E16 El Toro Grande

2. januar 1960 NBC
Ben pošlje Hossa in Joeja v Monterey, da kupita dragega plemenskega bika. Prva od Blockerjevih in Landonovih številnih komičnih nezgod, čeprav je priložnostna uporaba nasilja, kot v dvoboju z rapierjem, nenavadno netipična za serijo. Hoss prvič razkrije svoje pravo ime, Eric.
- S01E17 Izobčenka

9. januar 1960 NBC
Ker je povezana s kriminalci, mlado žensko vsi izobčijo, razen Cartwrightov. Neumno poišče tolažbo pri Joejevem prijatelju, nekdanjem zaporniku, Clayu Rentonu, in Ben mora vse urediti. Prva epizoda, ki ima naslov poglavja po seznamu igralcev.
- S01E18 Razdeljena hiša

16. januar 1960 NBC
Ko se bliža državljanska vojna, se Adam in Joe spopadeta glede tega, katero stran podpreti. Situacijo zaplete prihod Fredericka Kylea, južnjaškega simpatizerja. Bil je star prijatelj Joejeve matere in gledalci tudi odkrijejo, da je Joejevo srednje ime Francis.
- S01E19 Revolveraši

23. januar 1960 NBC
V prvi povsem komični epizodi serije Hoss in Joe odpotujeta v Kiowa Flats v Teksasu, kjer ju zamenjajo za zloglasna brata Slade, ki ju igrata tudi Blocker in Landon.
- S01E20 Trgovci s strahom

30. januar 1960 NBC
Cartwrightovi naletijo na rasno nestrpnost v Virginia Cityju in na koncu zaščitijo kitajskega fanta pred nasiljem drhali. Victor Sen Yung, v svoji največji vlogi do zdaj, govori normalno v prisotnosti svojih rojakov, vendar se vrne k polomljeni angleščini, ko je s Cartwrightovimi.
- S01E21 Španska donacija

6. februar 1960 NBC
V "Španski donaciji" se mlada barska punca Rosita Morales pretvarja, da je španska plemkinja po imenu Isabella Marie Inez de la Cuesta in na koncu zgodbe se razkrije, da je res Rosita Morales, a po drugi strani ali je res Rosita Morales? Ta majhen preobrat na koncu je preprosto zabaven vsakič, ko si ga ogledamo, pri čemer gledalec lahko določi pravo identiteto mlade ženske na koncu četrtega dejanja.
- S01E22 Kri na zemlji

13. februar 1960 NBC
Leni šepavi ovčar Jeb Drummond s svojo čredo ovac poseže na Ponderoso in se noče umakniti. Upre se vsem Benovim poskusom, da bi ga pregnal z njegove zemlje in se končno zateče k ujetju Adama v zameno za lastništvo ranča.
- S01E23 Puščavska pravica

20. februar 1960 NBC
Ko strogi ameriški šerif iz Kalifornije aretira delavca s Ponderose, Davea Walkerja, zaradi umora, se Adam in Hoss odpravita z njim, da bi zagotovila, da njun zaposleni živ prispe v Los Angeles. V enem prizoru je Adam prvič oblečen v črno. V drugem, ko Hoss prvič vidi Južno Kalifornijo, pripomni: "To zagotovo nikoli ne bo veliko pomenilo". Kasneje Adam zabavno omenja hrano, za katero Joe pravi, da jo je bil prisiljen jesti v S01E15 "Zadnji lov".
- S01E24 Tujec

27. februar 1960 NBC
Nevada Territory čaka na državnost in Ben razmišlja o kandidaturi za guvernerja, dokler ne izve, da je iskan zaradi umora v New Orleansu. Prispe inšpektor Charles Leduque in pravi, da je Ben iskan zaradi umora, storjenega 20 let prej in potem ko Joe v samoobrambi ubije njegovega telesnega stražarja, inšpektor Leduque prikaže, da je bilo obratno. Ben nima druge izbire, kot da gre z Leduqueom, da bi si očistil ime v zelo napeti epizodi. Ponovno je več omemb Joejeve matere in gledalcem je prikazan Marijin grob blizu obale jezera Tahoe.
- S01E25 Pobeg na Ponderoso

5. marec 1960 NBC
Potem ko Adama napadejo trije vojaški dezerterji, jih Ben izsledi in se spopade z brutalnim kapitanom Boltonom, ki jih zasleduje.
- S01E26 Maščevalec

19. marec 1960 NBC
Lastnik restavracije, s katerim sta se Ben in Adam soočila zaradi ukradenega govejega mesa s Ponderose, nekega večera umre. Njegova hči Sally Byrnes vodi kavarno in v svoji zameri napačno obtoži Bena in Adama umora njenega očeta in obsojena sta na obešanje. Rancher po imenu Hawkins je tudi ljubosumen na Cartwrightove in je najel svoje može, da preprečijo mestu, da bi pomagalo Benu in Adamu, s čimer bi zagotovil, da bosta obešena. Hoss in Joe sta pripravljena, da ju ustavita, vendar Ben vztraja, da ostaneta v mejah zakona.
- S01E27 Zadnja trofeja

26. marec 1960 NBC
Adam pelje Benova prijatelja, lorda Mariona Dunswortha in lady Beatrice, na lovsko odpravo in ujame jih tolpa grobih tatov in morilcev. Med enim zgodnjim prizorom, potem ko posluša Bena, kako se spominja, Hoss reče: "Vedno rad slišim očeta, kako se razburja. Ne počne tega pogosto."
- S01E28 San Francisco

2. april 1960 NBC
V tej komični epizodi, prvi, ki se odvija daleč od ranča, Ben, Hoss in Joe dostavijo čredo v San Francisco. Čeprav opozori svoja sinova, naj bosta previdna v velikem mestu ("To ni Ponderosa!"), je Ben tisti, ki je ugrabljen in ga je treba rešiti.
- S01E29 Grenka voda

9. april 1960 NBC
Len Keith, rudar, želi kupiti nekaj zemlje, ki meji na Ponderoso, od rančerja Andyja McKarena. Andyjev sin Tod je nestrpen, da proda. Keith mu je ponudil partnerstvo, in kar je še pomembneje, zaljubljen je v Keithovo hčer. Ko Ben opozori Andyja, da bi rudnik na posestvu onesnažil vodo Ponderose, se Andy strinja, da zemlje ne bo prodal. Len Keith, odločen, da bo dobil to zemljo, podtakne govedo, okuženo s klopi, v čredo Ponderose, da bi Andyja obrnil proti Cartwrightom.
- S01E30 Noge iz gline

16. april 1960 NBC
Hoss vzame pod svoje okrilje Billyja Allena, mladega sina obsojenega zločinca, nato pa je prisiljen ubiti njegovega očeta in Billy mu ne bo odpustil. Najbolj čustvena Hossov zgodba po "Novincih" in ena najboljših Blockerjevih.
- S01E31 Temna zvezda

23. april 1960 NBC
Joe se zaljubi v Tirzo, nedvomno čudno cigansko dekle, ki pravi, da je prekleta in se nikoli ne zdi, da bi se "iz tega izvlekla". Prva epizoda serije z nadnaravnim pridihom, ki jo je primerno režiral Lewis Allen, ki je posnel klasični film o duhovih "Nepovabljeni".
- S01E32 Smrt ob zori

30. april 1960 NBC
Virginia City pesti organizirani kriminal, Sam Bryant in njegova tolpa. Eden od njegovih mož, Farmer Perkins, ubije trgovca in na sojenju se žena trgovca boji pričati. Ko Perkinsa obsodijo na obešanje, Bryant ugrabi Bena in želi zamenjati Bena za Perkinsa, kar Adama postavi pred najtežjo odločitev v življenju. Zvezdniška igralska zasedba.
- Sezona 2

- S02E01 Obračun

10. september 1960 NBC
Mlad bančni ropar se zaposli na Ponderosi, da bi svojo tolpo obveščal o prizadevanjih zakona, da bi odkrili njihovo lokacijo.
- S02E02 Misija

17. september 1960 NBC
Posnet skoraj v celoti na prostem, je to bolj kot celovečerni film kot serija. Kapitan Pender išče izvidnika, ki bi njega in njegovo četo mož popeljal čez puščavo, skupaj s pošiljko denarja, ki jo prevažajo v drugo vojaško utrdbo. Charlie Trent, nekdanji izvidnik in zdaj pijanec, še vedno krivi sebe, da je njegova četa pripeljana v pokol. Hoss vidi, da je to Charliejeva priložnost, da se odkupi in si povrne čast. Medtem ima kapitan Pender težave s Cutterjem, drugim izvidnikom, ki je zvijačen in prebrisan mož, ki se je strinjal, da ga bo popeljal čez puščavo, vendar ga Pender odpusti in na Hossov predlog se kapitan Pender strinja, da bo Charlie njihov izvidnik.
- S02E03 Značka brez časti

24. september 1960 NBC
Adamovo življenje reši skrivnostni ameriški šerif, ki je prišel v Virginia City, da bi aretiral prijatelja Cartwrightov.
- S02E04 Mlin

1. oktober 1960 NBC
Cartwrightovi zgradijo mlin za žito, da bi zagotovili dohodek za pohabljenega rančarja, ki Bena krivi za svojo stisko. Ben se mora spopasti z izprijenim oskrbnikom pohabljenega rančerja in postane privlačen za njegovo ženo. "Sinovi ne morejo biti vse," ji reče Ben.
- S02E05 Upajoči

8. oktober 1960 NBC
Adam vodi vozove kvekerjev in se zaljubi v vodjevo hčerko Regino. Sila, ki jo mora Adam uporabiti, da bi jih zaščitil, je v nasprotju z njihovo pasivno filozofijo življenja.
- S02E06 Denver McKee

15. oktober 1960 NBC
Med praznovanjem vrnitve svoje hčerke Connie je nekdanji šerif McKee zaprošen za pomoč pri ujetju tolpe razbojnikov. Medtem ko Joe dvori Connie, nihče ne ve, da je McKee vpleten z razbojniki.
- S02E07 Dan obračuna

22. oktober 1960 NBC
Predsodki izbruhnejo na obeh straneh, ko Ben da Indijancu po imenu Matsou in njegovi ženi podari del svoje zemlje, potem ko je rešil Benovo življenje pred odpadniškim Indijancem, ki ga je skoraj ubil na Ponderosi. Intenzivna in magnetna igra Ricarda Montalbana.
- S02E08 Ugrabitev

29. oktober 1960 NBC
Hoss in Joe peljeta svoji ljubici na barvit in čuden karneval za en dan. Joejevo nedavno dekle Jennifer Beale ugrabi zlovešči lastnik Philip Reed in njegov sostorilec Gerner. Njen oče je Joshua Beale, najbogatejši človek v Comstocku. Gerner prepriča Reeda, naj jo zadrži za milijon dolarjev odkupnine in njen oče jima bo z veseljem plačal, da bi zagotovil njeno varno vrnitev. Reedovo dekle Della Thompson je ljubosumna na Jennifer in ima pomisleke glede ugrabitve. Hoss in Joe opazita Jenniferino izginotje in se odpravita globoko v drobovje karnevala, kjer na vsakem koraku naletita na silovit odpor karnevalskih ljudi. Vrneta se brez sledu o njej.
- S02E09 Pasme nasilja

5. november 1960 NBC
Joejeva prijateljica Dolly Kincaid je hči šerifa in vedno se zapleta z napačno družbo. Ko se zbliža z Vinceom Dagenom, Joe postane zaskrbljen in poskuša posredovati.
- S02E10 Zadnji Viking

12. november 1960 NBC
Gunnar Borgstrom je vodja zlobne tolpe, imenovane Commanchero. Požigajo hiše, ubijajo ljudi in kradejo vse, kar je vredno. Ko Commancheros pridejo v Nevado, se Gunnar odloči obiskati svoje sorodnike Cartwrightove. Medtem tolpa ujame Malega Joeja in njegovo dekle. Ko se Gunnar vrne k tolpi, nima pojma, kdo je Joe, ker svojega nečaka še nikoli ni srečal.
- S02E11 Tolpa na poti

26. november 1960 NBC
Na gonji goveda nazaj v Nevado iz Teksasa Ben najame mladeniča, ki je hkrati izobčenec in sin šerifa, v čigar mesto vstopajo govedarji Ponderose.
- S02E12 Divjak

3. december 1960 NBC
Adamovo življenje reši ženska, ki jo Indijanci poznajo kot Žensko belega bivola, v resnici pa je hči norveških priseljencev.
- S02E13 Tihi grom

10. december 1960 NBC
Očaran nad lepo, gluho-nemo hčerko samotarskega gorskega moža, Mali Joe mlado žensko uči znakovnega jezika. Navdušena nad svojo novo sposobnostjo komuniciranja, Annie zamenja svojo hvaležnost Malemu Joeju za ljubezen, kar močno razjezi Albieja, ki je odločen, da jo bo imel zase.
- S02E14 Opica

17. december 1960 NBC
Hoss se spoprijatelji z dolgočasnim Arniejem Gurniejem, ki je brutalni moški z mentaliteto otroka. Njegova jeza prestraši vse, vključno s Cartwrightovimi.
- S02E15 Krvna linija

31. december 1960 NBC
Ben se počuti odgovornega za sina moškega, ki ga je bil prisiljen ubiti, vendar je mladenič odločen, da se bo maščeval. Profesionalni strelec mu ponudi, da bo opravil delo zanj.
- S02E16 Dvorjenje

7. januar 1961 NBC
Hoss se namerava poročiti z vdovo enega od Benovih prijateljev, ne da bi vedel, da je kompulzivna hazarderka, in noče verjeti, ko ga drugi Cartwrightovi soočijo z resnico.
- S02E17 Ognjeni duh

14. januar 1961 NBC
Joe postane tarča trdožive in maščevalne družine iz Kentuckyja, potem ko ubije enega od njih, ki skoraj zažge Ponderoso, in Cartwrightovi sprejmejo hčerko mrtvega moškega.
- S02E18 Nevesta

21. januar 1961 NBC
Cartwrightove fante preseneti, ko na njihovem pragu najdejo žensko, ki trdi, da se je pred kratkim poročila z njihovim očetom. Ko Ben pride domov, je prav tako presenečen kot oni. Ali je dama prevarana s strani prevaranta, ali pa je sama nekakšna prevarantka?
- S02E19 Bankovni tek

28. januar 1961 NBC
Ko "oropata" banko v Virginia Cityju, da bi rešila vlagatelje pred tem, da bi jih njen predsednik oropal, Hoss in Joe končata kot iskano s strani zakona.
- S02E20 Ubežnik

4. februar 1961 NBC
Adam odide v Mehiko, da bi ugotovil, kako je bil ubit sin družinskega prijatelja, le da izve, da je moški še živ.
- S02E21 Maščevanje

11. februar 1961 NBC
Hoss po nesreči ubije pijanca, ki ga je poskušal razorožiti. Možev brat zasede Hossa, ki je izgubil voljo do življenja. Joe obljubi Hossu, da bo ubil Reda Twilighta, maščevalnega brata, ki je zasedel Hossa, ne glede na to, kaj se zgodi, in ne bo pustil, da mu Adam stoji na poti.
- S02E22 Davčni pobiralec

18. februar 1961 NBC
Prijaznost, ki jo Hoss izkaže lenemu Jocku Henryju, ni ravno poplačana, ko Henry postane pomočnik ocenjevalca in dvigne letni davčni račun Ponderose iz  na .
- S02E23 Reševanje

25. februar 1961 NBC
Cartwrightove fante skrbi, da Ben morda postaja starejši, vendar je on tisti, ki jih reši pred kradljivci goveda.
- S02E24 Temna vrata

4. marec 1961 NBC
Adama zmede nenadno vedenje njegovega dobrega prijatelja, Rossa Marquettea. Pretepe svojo ženo Delphine, potem ko jo obtoži, da ima afero z Adamom. Pridruži se tudi skupini roparjev in morilcev ter pomaga oropati pošiljko zlata. Adam misli, da Ross trpi za norostjo, v tem vrhuncu druge sezone.
- S02E25 Vojvoda

11. marec 1961 NBC
Hoss se spopade z Vojvodo Londonskim, arogantnim, nasilnim borcem z golimi pestmi, čeprav njegova moč ni kos Vojvodiinim spretnim veščinam.
- S02E26 Razpotje morilcev

18. marec 1961 NBC
Ko je detektiv tovornega podjetja Jed Trask odpuščen po desetletju službe, se pridruži tatovom, ki preprečujejo, da bi zaloge dosegle Virginia City.
- S02E27 Darilo

1. april 1961 NBC
Med prečkanjem puščave do Yume v Arizoni z belim žrebcem, namenjenim kot rojstnodnevno darilo za Bena, Joe naleti na trop neusmiljenih komancherov. Njegov spremljevalec, nekdanji komanchero, Emiliano, ki je vzgojil konja, mora njega in Joeja varno spraviti skozi.
- S02E28 Tekmec

15. april 1961 NBC
Jim Applegate, Hossov tekmec za naklonjenost Cameo Johnson, je član skupine vigilantejev, ki so linčali nedolžnega moškega in njegovo ženo.
- S02E29 Peklenski stroj

22. april 1961 NBC
Hoss verjame v primitivno različico avtomobila svojega prijatelja v tej lahkotni, a žalostni epizodi. Ko "avto" porabi zadnje gorivo, Hoss pripomni: "Prekleto, še vedno pravim, da bi delovalo".
- S02E30 Prevara z nevihtnim oblakom

29. april 1961 NBC
Ko je Virginia City na robu gospodarskega propada, brezposelni rudarji polagajo upanje na govorice o najdbi v rudniku, za katerega so vsi verjeli, da je izčrpan. Ben sumi, da so novi lastniki kradli srebro iz sosednjega rudnika, za katerega so prav tako mislili, da je suh, in se odloči to dokazati.
- S02E31 Skrivnost

6. maj 1961 NBC
Joe je žrtev zapletene namestitve, obtožen umora noseče deklice. Ko Bena vprašajo, ali Joe govori resnico, odgovori: "Če bi v tem trenutku začel dvomiti v svojega sina, bi bilo vse, za kar sem živel in delal, izgubljeno".
- S02E32 Sanjski jezdeci

20. maj 1961 NBC
Da bi financiral svoje sanje o gradnji zračne ladje, ki bi lahko prečkala Atlantik, Benov stari prijatelj načrtuje oropati banko v Virginia Cityju, medtem ko preusmerja pozornost meščanov z balonom na vroč zrak.
- S02E33 Elizabeth, moja ljubezen

27. maj 1961 NBC
Ob postelji resno bolnega Adama se Ben spominja svojih dni kot prvega častnika v trgovski mornarici in svoje poroke z Adamovo materjo, Elizabeth Stoddard.
- S02E34 Sam Hill

3. junij 1961 NBC
Kovač Sam Hill se bori, da bi obdržal zemljo, na kateri je pokopana njegova mati, potem ko njegov pijani oče podpiše listino polkovniku Tysonu in njegovi zasebni vojski. Poetična epizoda, ki jo je napisal John T. Kelley in režiral Robert Altman.
- Sezona 3

- S03E01 Nasmejani

24. september 1961 NBC
Pijanec je ubit v pretepu v salonu s Hossom, in čeprav brat umorjenega vztraja, da ni zamer, je v resnici srebrnojezični hudič, ki hrepeni po maščevanju.
- S03E02 Pomlad

1. oktober 1961 NBC
Benov prijatelj (g. Milbank) prispe na Ponderoso ob slabem času... ko se fantje Cartwright pretepajo v blatu. G. Milbank, ki se med pretepom poškoduje zaradi letečega hloda, da vsakemu od treh fantov nalogo. Ali lahko izpolnijo naloge ali jih je vse dosegla pomlad?
- S03E03 Čast Cochisea

8. oktober 1961 NBC
Cartwrighte in nestrpnega vojaškega kapitana obkolita Cochise in njegovi bojevniki, ki trdijo, da je častnik zastrupil 30 njihovih ljudi.
- S03E04 Osamljena hiša

15. oktober 1961 NBC
Mali Joe obišče vdovo Lee Bolden in ji prinese bančni osnutek za naložbe njenega moža pri Benu. Pravzaprav so bile naložbe izgubljene. Ben je želel le pomagati svojemu prijatelju. Med njegovim obiskom se v hišo spotakne ranjen moški, in Joe ga prepozna kot Trocka, ki je pravkar oropal lokalno banko. Lee Bolden je bila medicinska sestra svojemu možu zdravniku in odstrani kroglo iz Trocka.Joe kmalu izve, da je Lee zaljubljena v Trocka, in da je to edina stvar, ki stoji med njim in zgodnjim grobom.
- S03E05 Burmanska redkost

22. oktober 1961 NBC
V tej komični epizodi, ki vključuje dragocen smaragd in sladko vdovo, Clemantine Hawkins, ki jo privlači Ben, obrne mizo na par zemljiških goljufov.
- S03E06 Zlomljena balada

29. oktober 1961 NBC
Adam poskuša pomagati reformiranemu strelcu, ki si želi le mirno živeti blizu Virginije City. Dobra zgodba brez urejenega konca. Pernellova prva priložnost za petje v seriji.
- S03E07 Mnogi obrazi Gideona Flincha

5. november 1961 NBC
Hoss in Joe se vpleta, ko "Bullethead" Burke priseže maščevanje staremu moškemu, za katerega trdi, da ga je prevaral pri naložbenem poslu.
- S03E08 Prijateljstvo

12. november 1961 NBC
Joe se spoprijatelji z bivšim zapornikom po imenu Danny in prevzame odgovornost zanj. Danny ljubi konje in ni navajen na načine ljudi zunaj zapora. Bo njegova groba vzgoja v zaporu pokvarila kakršne koli upanje na prijateljstvo?
- S03E09 Grofica

19. november 1961 NBC
Ženska, ki jo je Ben nekoč ljubil, Lady Chadwick, se vrne in ga poskuša prevarati, da bi se poročil z njo, tako da uniči njegovo podjetje. Ben pravi, da bosta on in njegova sinova zaradi skorajšnje izgube Ponderoso bolj cenila.
- S03E10 Krotilec konj

26. november 1961 NBC
Profesionalni kavboj, ki dela za Cartwrightove, je paraliziran, ko ga vrže posebej hud bronco konj. Ženska, ki ga neguje, je bila nekoč zaročena s pokojnim sinom sosednjega rančarja, ki je hotel dobiti Bena.
- S03E11 Dan zmaja

3. december 1961 NBC
Joe zmaga v igri s kartami in nepričakovano nagrado... mlado damo. Odide na Ponderoso in jim služi, ne da bi želela biti osvobojena. Medtem njo in Cartwrightove išče vojska.
- S03E12 Francoz

10. december 1961 NBC
Nadležen moški, ki se hvali, da je reinkarnacija francoskega pesnika Francoisa Villiona, se pojavi in povzroča težave Cartwrightovim.
- S03E13 Pločevinasta značka

17. december 1961 NBC
Joe sprejme službo začasnega šerifa v mestu Rubicon, ne da bi vedel, da ga uporabljajo za olajšanje načrta, ki vključuje umor.
- S03E14 Gabrielle

24. december 1961 NBC
V tej božični zgodbi, ki jo je navdihnila "Heidi" Johanne Spyri, Hoss in Joe naletita na slepo deklico, katere družina je umrla v nesreči z vozom, kasneje pa izvesta, da je njen dedek zagrenjen samotar, ki je preživel 21 let v zaporu zaradi umora, ki ga ni storil.
- S03E15 Zaseg zemlje

31. december 1961 NBC
Ponderoso preplavijo naseljenci z lažnimi lastniškimi listinami, odgovoren pa je eden od Benovih najstarejših prijateljev.
- S03E16 Visoki tujec

7. januar 1962 NBC
Hoss se namerava poročiti z Margie, lepo blondinko, vendar Margie postane očarana nad visokim, potujočim tujcem po imenu Mark Connors. Margie se poroči z Markom, a kmalu ugotovi, da je zveza daleč od zakona sklenjenega v nebesih.
- S03E17 Dama iz Baltimora

14. januar 1962 NBC
Nadležna družinska prijateljica poskuša prisiliti svojo hčer, da se poroči z Joejem, čeprav ga ne ljubi. Situacija postane bolj zapletena, ko Adam naleti na načrt.
- S03E18 Vožnja

21. januar 1962 NBC
Adam tekmuje s časom, da dokaže, da je moški, ki je bil nekoč njegov prijatelj, kriv ropa in umora, in Adam je prepričan brez sence dvoma, da je kriv.
- S03E19 Nevihta

28. januar 1962 NBC
Joe se namerava poročiti z Lauro White, hčerko moškega, s katerim je Ben nekoč plul, vendar je smrtno bolna. Ben ga tolaži z besedami, ki jih je leta prej izrekel oče Adamove matere.
- S03E20 Stara zemlja

4. februar 1962 NBC
Cartwrightovi se pretvarjajo, da Ponderosa pripada mestnemu pijančku, ko prispe njegova ostarela mati iz Irske.
- S03E21 Darilo vode

11. februar 1962 NBC
Cartwrightovi izkopljejo vodnjak, zgradijo napravo in vetrnico za sušo prizadeto kmečko družino.
- S03E22 Preklopni nož

18. februar 1962 NBC
Adam da drugo priložnost družinskemu človeku, za katerega sumi, da je eden od tatov živine, ki so napadali črede Ponderose.
- S03E23 Krivi

25. februar, 1962 NBC
Ko Ben ne uspe preprečiti smrti sinu prijatelja, Adam in Joe, zaskrbljena zaradi očetove depresije, poskušata dokazati, da ni mogel storiti ničesar.
- S03E24 Dvorjenje Abigail Jones

4. marec 1962 NBC
Da bi ohranila mir na ranču, Hoss in Joe poskušata pomagati delavcu na ranču, Hanku Meyersu, dvoriti navadni učiteljici, Abigail Jones. Ko se njun prvi načrt izjalovi, prepričata Adama (ki se noče vmešavati), da pomaga, kar stvari še poslabša, saj Abigail verjame, da ji dvori Adam, Hank Meyers pa verjame, da jo Adam hoče ukrasti.
- S03E25 Zakonodajalec

11. marec 1962 NBC
Ben podpira imenovanje Asa Morana za začasnega šerifa Virginia Cityja, vendar Moran pretirava s svojo avtoriteto, pri tem zapre Adama in s pištolo udari delavca Ponderose.
- S03E26 Poglej v zvezde

18. marec 1962 NBC
Mladi genij, Albert Michaelson, se poteguje za štipendijo. Adam pomaga Albertu pri dečkovih poskusih. Albert potrebuje le odobritev učitelja, da bi dobil štipendijo - kar bo zelo težko dobiti, saj je bil Albert izključen iz šole.
- S03E27 Stava

1. april 1962 NBC
V mestu Alkali so Cartwrightovi zaprti zaradi lažnih obtožb ropa in umora, vendar Joe pobegne in se vrne z vojsko delavcev Ponderose.
- S03E28 Talilni lonec

8. april 1962 NBC
Adama pustijo umreti v puščavi, potem ko mu dva tatova vzameta 4.000 dolarjev in konja. Blizu smrti se spotakne ob starega iskalca zlata po imenu Kane, ki mu ponudi, da mu posodi mulo in zaloge v zameno za tri dni dela v njegovem rudniku. Kane pa se izkaže za dementnega norca. Adama drži ujetega in ga muči, da bi dokazal svojo teorijo, da bi lahko vsakdo bil prisiljen ubiti, celo tako racionalen človek kot Adam. To je najljubša epizoda Pernella Roberta poleg "Dvorjenje Abigail Jones".
- S03E29 Inger, moja ljubezen

15. april 1962 NBC
Ben se prepusti nostalgičnemu sanjarjenju o Hossovi pokojni materi. Ko se je prebil na zahod do Galesburga, se Ben spoprijatelji z dekletom po imenu Inger, zaročenko lastnika gostilne, ki mu je dal službo.
- S03E30 Blagor njim

22. april 1962 NBC
Ko se dve sprti družini prepirata glede skrbništva nad dvema osirotelima otrokoma, je Ben poklican, da uredi situacijo, preden izbruhnejo resnične težave.
- S03E31 Dotacija

29. april 1962 NBC
Cartwrightovi se zapletejo v romanco lažne dedinje in prav tako lažnega zemljiškega barona.
- S03E32 Dolga noč

6. maj 1962 NBC
Ben, Joe in Adam potujejo v Bowleg, da bi plačali letne davke na Ponderoso. Po opravljeni transakciji Ben in Joe odjahata čez vrh, da bi se pridružila gonji živine. Adam je na poti v Genovo in nosi bančni osnutek v vrednosti 10.000 dolarjev, ki mu ga je dal oče. V mesto prijezdi zaporniški stražar in sporoči, da sta pobegnila dva moška, ki sta roparja in morilca. Elmer Trace in njegov partner Poindexter sta s pomočjo stražarja pobegnila iz zapora in ga na poti izdata. Trace mu vzame oblačila, konja in strelno orožje, Poindexterja pa pusti le s puško in odjezdi. Medtem šerif Bowlega takoj organizira zasledovalno skupino.
- S03E33 Gorsko dekle

13. maj 1962 NBC
Joe obljubi umirajočemu ovčarju, da bo poskrbel, da bo stara moška vnukinja dobila svojo zakonito dediščino od bogate družine iz San Francisca. Ta epizoda je bila posneta takoj po "Inger, My Love", kar pojasnjuje, zakaj ima Blocker še vedno roko v opornici.
- S03E34 Čudodelnik

20. maj 1962 NBC
Hoss krivi sebe, ko se mlada ženska pohabi v nesreči z vozom, in upa, da ji bo zdravilec z vero pomagal spet hoditi.
- Sezona 4

- S04E01 Prvorojenec

23. september 1962 NBC
Clay Stafford se zaposli pri Cartwrightovih in kmalu zatem ustreli in ubije moškega, ki ga obtoži goljufanja pri pokru. Rudarji opozorijo Claya, naj zapusti mesto, vendar se zdi, da je ubil v samoobrambi. Presenetljivo pove Malemu Joeju, da je njegov polbrat in da je bila Marie njegova mati.Ben posluša njegovo zgodbo in mu verjame, toda Adam in Hoss menita, da bi moral poslati telegram sodniku v New Orleansu, da potrdi Clayevo pravo identiteto. Medtem se Clay in Joe zbližata, toda maščevalni rudarji še vedno želijo Claya iz Virginia Cityja in njihovo prvo opozorilo je, ko ga pretepejo. Na koncu se Clay odloči, da življenje na ranču ni zanj.
- S04E02 Iskanje

30. september 1962 NBC
Odločen, da dokaže, da lahko nekaj doseže brez pomoči svojega očeta, Hossa in Adama, se Joe odpravi na svoje iskanje in pridobi pogodbo za les Ponderosa, kasneje pa odkrije, da je imeti družino, na katero se lahko zaneseš, vsekakor lahko prednost.
- S04E03 Umetnik

7. oktober 1962 NBC
Ben pomaga Matthewu Raineu, slavnemu slikarju, ki je oslepel in se zdaj utaplja v samopomilovanju, odkriti nov smisel v življenju. Vendar ima Raineov uslužbenec Gavin druge ideje.
- S04E04 Vroč dan za obešanje

14. oktober 1962 NBC
Hoss je zaprt zaradi ropa banke v Dutchman Flats, mestu na robu gospodarskega propada, celo šerif ve, da je nedolžen, toda zbere se linčarska drhal in Hossova usoda ni dobra.
- S04E05 Dezerter

21. oktober 1962 NBC
Častnik, ki sovraži Indijance, polkovnik Edward J. Dunwoody, pride na Ponderoso iskat vojaškega dezerterja Billa Wintersa, ki je dober prijatelj Cartwrightovih. Bill je njegov sin in je poročen z Indijanko. Zdelo se je, da je Bill dezertiral, ko mu je bilo ukazano, naj pobije Šošone, tako da zastrupi njihovo hrano in vodo, genocid. Šošoni to izvedo in ugrabijo Billovega očeta.
- S04E06 Postaja

29. oktober 1962 NBC
Ko se bliža nevihta, se Adam zateče na postajo, ki jo vodita prepirljivi Jesse in njegova mlada vnukinja Marty, ki si želi videti, kaj obstaja stran od postaje. Postajo obišče tudi Luke Martin, morilec, ki beži pred zasledovalci. Marty da prazno obljubo, da jo bo vzel s seboj in skupaj videla svet, toda Adam posreduje in predlaga Luku, naj jo pusti pri miru. Vsi razen Marty so olajšani, ko ga vidijo oditi, toda hitro se vrne in vse vzame za talce, da se zaščiti pred zasledovalci.
- S04E07 Vojna pride v Washoe

4. november 1962 NBC
Državljanska vojna ponovno razdeli državljane Nevade, pa tudi Adama in Joeja Cartwrighta. Eden od vrhuncev četrte sezone, zaplet, ki vključuje britanskega vohuna Billa Stewarta, temelji na zgodovinskih dejstvih.
- S04E08 Vitez potepuh

18. november 1962 NBC
Hoss se prostovoljno javi, da pobere po pošti naročeno nevesto poškodovanega soseda, toda ko se vrneta, se je zaljubila v Hossa in na Hossovo glavo je postavljena nagrada.
- S04E09 Začetek

25. november 1962 NBC
Billy Horne je bel moški, ki so ga Šošoni ujeli, ko je bil star šest let. Neke noči nepovabljen pride v tabor Bena in Joeja. Ujamejo ga in odpeljejo v mesto. Roy Coffee ga želi zapreti zaradi varnosti, toda Ben reče, da ga bo odpeljal na Ponderoso. Hornu kupijo oblačila in postanejo njegovi prijatelji. Moški po imenu Milton Tanner reče, da je listina za Ponderoso šibka, in poskuša vzeti tretjino. Billy gre na Tannerjev ranč in ga opozori, da ga bo ubil, če bo poskušal vzeti zemljo. Tanner spusti svojega psa na Billyja. Billy ubije psa in nato Tannerja, ki sega po pištoli. Billy prizna krivdo, vendar pobegne. Sčasoma se vrne z Joejem in pove, kaj se je res zgodilo.
- S04E10 Smrtonosni

2. december 1962 NBC
Ponderosa postane vojno območje, ko jo napade oddelek mehiških najemnikov pod generalom Diazom. General je besen, ko eden od njegovih mož, Forsythe, ne upošteva njegovih ukazov, da bi mirno dobil talca, in namesto tega ustreli Malega Joeja v hrbet. Diaz prisili Bena, da vodi njegove može po stranskih cestah Ponderose, da bi lahko iz zasede napadli vlak z zlatom, ki ga vodijo možje cesarja Maksimilijana.
- S04E11 Gallagherjeva sinova

9. december 1962 NBC
Hoss pomaga Charlieju in Willu (Charlotte in Willomina), dvema mladima dekletoma, ki sta pravkar izgubili očeta. Odpravita se na pot, da bi našli svojo edino bližnjo sorodnico, teto Cloe.Charlie s seboj vzame ukradeno vrečo denarja, ki ji jo je dal oče, in se po svojih najboljših močeh trudi znebiti Hossa. Pojavijo se štirje razbojniki, ki iščejo plen, ki ga ima Charlie. Na koncu Hoss izve za ukradeni denar in prepriča dekleta, da ga vrnejo. Obleče jih v obleke in jih pošlje v Boston z odrskim vozom, rekoč, da so storile prav in da bodo verjetno dobile denar nazaj kot nagrado za pomoč pri ujetju razbojnikov!
- S04E12 Odločitev

16. december 1962 NBC
Hoss je resno notranje poškodovan in Ben poišče pomoč pri edinem zdravniku v krogu 50 milj, ki je po naključju v zaporu zaradi umora. Ben se pogovori s sodnikom in ga z nekaj prepričevanja prepriča, da dovoli zdravniku pregledati Hossa. Danny, ki dela za zdravnika, Benu pove, kaj je videl glede umora. Ben odkrije, kaj se je v resnici zgodilo, in sodniku dokaže, da je zdravnik res nedolžen. Sodnik ustavi obešanje in Hoss preživi.
- S04E13 Dobri Samarijan

23. december 1962 NBC
Hoss se odloči pomagati Wadeu Tyreeju in ga predstavi Abigail in njeni hčerki Bonnie. Hoss upa, da bo to ustavilo Wadeovo nenehno pitje. Wade se kmalu poroči z Abigail, a ko stvari ne gredo po njegovih željah, se vrne k pitju. Hoss pomaga tako, da novi družini pomaga pri sajenju pridelkov. Ko ne pride dež, jim Hoss predstavi namakanje, in Abigail omedli med zalivanjem pridelkov. Wade spozna, da je bil grozen mož in oče, a dobi drugo priložnost, ko Abigail izve, da bo imela še enega otroka. Abigail in Bonnie obe odpustita Wadeu in rodi se nova družina!
- S04E14 Porota

30. december 1962 NBC
Ko je Hoss odgovoren za povzročitev neodločne porote, mu Ben reče: "človek se nikoli ne moti, če dela tisto, kar misli, da je prav", in Adam poskuša potrditi razumen dvom svojega brata.
- S04E15 Polkovnik

6. januar 1963 NBC
Frank Medford, oseba iz Benove "divje, zapravljene mladosti", se pojavi v Virginia Cityju in čeprav mu sreča ni naklonjena, povzroča težave Cartwrightom, saj trdi, da je uspešen poslovnež.
- S04E16 Pesem v temi

13. januar 1963 NBC
Adamov prijatelj, ki igra kitaro, rančer Danny Morgan, je aretiran zaradi suma umora in ropa vdove Baker. Nekdo je poročal, da je slišal Dannyja peti pred njeno hišo v času umora. Še pomembneje, Morgan ima slabe praske na roki, in vdova je bila najdena s človeško kožo pod nohti. Adam je popolnoma prepričan, da Danny tega ni mogel storiti; postala sta prijatelja, potem ko je Danny pred nekaj leti rešil Adamovo življenje.
- S04E17 Elegija za rablja

20. januar 1963 NBC
Tujec, Bob Jolly, prispe v Virginia City, da bi obtožil pijanega sodnika Harryja Whitakerja, da je poslal njegovega nedolžnega očeta, Carla, na vislice. Adam brani sodnikovo čast zaradi svojega dolgoletnega prijateljstva s Cartwrighti. Ko se Adam pogovori z Jollyjem, začne verjeti njegovi zgodbi. Po nadaljnji preiskavi Adam odkrije, da bi senator Cal Prince in Hobie Klinderman ter sodnik lahko veliko pridobili od umora Carla Jollyja. V poskusu, da bi izvedel, kaj se je v resnici zgodilo, Adam organizira neformalno srečanje v salonu.
- S04E18 Pol lopov

27. januar 1963 NBC
V tej zabavni epizodi, prežeti s humorjem, Hoss prvič sreča gorskega moža Jima Leytona. Bing Russell se prvič pojavi kot namestnik Clem Foster.
- S04E19 Zadnje striženje

3. februar 1963 NBC
Vaščen razbojnik umori moškega pred pričami, vključno z Joejem, a pametnemu odvetniku ga uspe oprostiti. Čeprav je besen, mora Joe prepričati sina umrlega, da je narobe vzeti zakon v svoje roke.
- S04E20 Marie, moja ljubezen

10. februar 1963 NBC
Ko Cochise pade na Joeja, se Ben ne more spomniti, da je tako umrla Marie Cartwright. Spominja se srečanja z njo v New Orleansu v precej zmedeni zgodbi, ki ni povsem usklajena s podrobnostmi, obravnavanimi v "Prvorojencu".
- S04E21 Seneni gorilec

17. februar 1963 NBC
Za spremembo se v eno od Hossovih smešnih dogodivščin zaplete Adam in ne Joe. Skupaj kupita čistokrvnega konja in na koncu tekmujeta proti svojemu mlajšemu bratu na veliki dirki v Virginia Cityju. To je najljubša komična epizoda Pernella Roberta.
- S04E22 Igralka

24. februar 1963 NBC
Joe se romantično zaplete z žensko, ki se ima za resno dramsko igralko. Na žalost je edina, ki tako misli.
- S04E23 Tujec je šel mimo

3. marec 1963 NBC
Hoss dobi amnezijo, potem ko ga dva razbojnika napadeta iz zasede in ga udarita po glavi, ter se preseli k nizozemskemu paru. Ženska ga obravnava kot nadomestek za svojega mrtvega sina, in če si ne povrne spomina, se drugi Cartwrighti bojijo, da jih bo za vedno zapustil.
- S04E24 Aaronova pot

10. marec 1963 NBC
Adam se zagleda v Rebecco Kaufman, hčer judovskega potujočega trgovca, in razbojniki so prepričani, da je Kaufmanov voz vreden ropa.
- S04E25 Izgubljena ženska

17. marec 1963 NBC
Benov poskus rehabilitacije alkoholizirane pevke, ki jo je poznal v boljših časih, zaplete njena vpletenost z nekdanjim boksarjem.
- S04E26 Vsak Walterjev prijatelj

24. marec 1963 NBC
Klasična komedija, v kateri Hoss prvič sreča rudarja Obieja in njegovega lenega, a domnevno briljantnega mešanca Walterja.
- S04E27 Ogledalo človeka

31. marec 1963 NBC
Mirni svet delavca na Ponderosi zmoti prihod njegovega ničvrednega očeta in brata dvojčka, ki je iskanec.
- S04E28 Varuh mojega brata

7. april 1963 NBC
Med lovom na volka Joeja napade volk. Adam, ki prav tako lovi volka, sliši Joeja, kako se bori z volkom, in mu priskoči na pomoč. Ustreli s puško, a krogla zadene Joeja. Adam pohiti, zruši volka z Joeja, ustreli in nato ubije volka. Škoda je že narejena z volčjim ugrizom in Adamovo kroglo v Joeju. Adam mora svojega mlajšega brata hitro odpeljati nazaj na Ponderoso. Mu bo uspelo priti nazaj, da reši življenje malemu Joeju, saj je volčji ugriz usoden?
- S04E29 Pet v veter

21. april 1963 NBC
Po nesreči njihove poštne kočije mora skupina raztrganih potnikov in Joe preživeti v puščavi. Eden od potnikov je morda morilec in Joe je obtožen.
- S04E30 Saga o Whizzerju McGeeju

28. april 1963 NBC
Hoss postane zaskrbljen za dobrobit negotovega, bojevitega moškega, ki je tako majhen, kot je Hoss velik. Zanimiva mešanica komedije in patosa, ki se konča nepredvidljivo.
- S04E31 Človek groma

5. maj 1963 NBC
19-letno dekle malega Joeja ubije dobri samarijan, strokovnjak za eksplozive, ki se je ustavil, da bi pomagal stricu ženske, potem ko je doživel kap. Ker ne more govoriti, je edini namig, ki ga lahko ponudi preiskovalnim Cartwrightom, narisan naslov pesmi, ki jo je napadalec žvižgal – "New Orleans Woman".
- S04E32 Bogataš, revež

12. maj 1963 NBC
Claude Miller, posmeh Virginia Cityja, se maščuje vsem, ki so se mu posmehovali, ko obogati.
- S04E33 Šef

19. maj 1963 NBC
Ben obžaluje, da je pomagal Tomu Slaydenu začeti posel s prevozom tovora, ko Slayden začne uničevati vso konkurenco, in Joe je pri tem ustreljen.
- S04E34 Mali človek... deset čevljev visok

26. maj 1963 NBC
Ko italijanski priseljenec pride na Ponderoso, se odloči, da se želi odreči kitari in postati kavboj.
- Sezona 5

- S05E01 Hodi v lepoti

22. september 1963 NBC
Hoss se želi poročiti s skrivnostno Regan Miller, žensko z manj kot brezhibno preteklostjo. Ko misli, da jo Adam poskuša ukrasti, izgubi nadzor in pretepe Adama.
- S05E02 Strast do pravice

29. september 1963 NBC
V Virginia City pride priznani angleški romanopisec Charles Dickens. Kmalu je obtožen zločina, ki ga ni storil. Problem postane, kako prepričati trmastega avtorja, da se brani.
- S05E03 Dež z neba

6. oktober 1963 NBC
V sušo prizadeti Virginia City prispe obubožan dežar s svojo družino.Medtem ko mu Ben poskuša pomagati pri ustvarjanju dežja, Hoss skrbi za resno bolno deklico tega moškega.
- S05E04 Mesto somraka

13. oktober 1963 NBC
Joeja v puščavi napadejo iz zasede in se zbudi v Martinvillu, mestu, ki je morda ali pa tudi ne naseljeno z duhovi. Srhljiva, surrealistična in dobro producirana epizoda.
- S05E05 Igrača vojak

20. oktober 1963 NBC
Adam sreča pijanega umetnika Jamesa Callana, označenega kot "squaw man", ker je poročen z Indijanko, in čigar talent gre v nič v mestu Sheep Head.
- S05E06 Vprašanje moči

27. oktober 1963 NBC
Hossa in par nun, mlajša ima težave s pripravo na red, oropajo in pustijo na postaji.
- S05E07 Nesreča nad Comstockom

3. november 1963 NBC
Joe se zaplete s Calamity Jane in jo vzame domov, potem ko njenemu umirajočemu očetu obljubi, da bo skrbel zanjo. Sprva Cartwrightovi (razen Joeja) mislijo, da je "Cal" fant, a kmalu ugotovijo drugače. Cal se začne zaljubljati v Joeja, a Joe njene pozornosti ne želi... še posebej, ko Calov fant, Doc Holliday, zameri Joeju.
- S05E08 Spomin na potovanje

10. november 1963 NBC
Ben najde star dnevnik, ki ga je vodil med potovanjem z vozom iz St. Josepha, Missouri, v Ash Hollow. Med branjem se Ben spominja potovanja, ki ga je opravil s svojo ženo Inger in mladim Adamom. Med potovanjem se rodi Hoss in imajo težave z nekaterimi Indijanci.
- S05E09 Kakovost usmiljenja

17. november 1963 NBC
Joe se trudi razumeti, ali je njegov prijatelj ravnal prav, ko je ubil umirajočega moškega, ki ga je prosil, naj ga reši trpljenja.
- S05E10 Čakalna igra

8. december 1963 NBC
Adam se zaplete z nedavno ovdovelo Lauro Dayton in njeno deklico Peggy.
- S05E11 Zapuščina

15. december 1963 NBC
Adam, Hoss in Joe zmotno verjamejo, da je bil njihov oče umorjen. Razdelijo se v 3 različne smeri, da bi se soočili z domnevnimi morilci. V srcu Ben ve, da njegovi sinovi ne bodo ravnali zunaj zakona; vendar ni 100% prepričan, da se bo Joe pravilno obnašal.
- S05E12 Hoss in škratje

22. december 1963 NBC
V verjetno najboljši komediji serije Hoss prisega, da je videl zelene škrate, ki tečejo po Ponderosi, in gladko govoreči Irec še poslabša zadeve.
- S05E13 Vrhunec življenja

29. december 1963 NBC
Ben postane razdražljiv in nepremišljen, ko dokončanje pomembne pogodbe o lesu ovira stari tekmec.
- S05E14 Zgodba Lile Conrad

5. januar 1964 NBC
Joe in Adam zaščitita dekle iz salona, ki je ubila v samoobrambi, pred jezno linčarsko množico. Spremljajoči sodnik, skupaj s svojo ženo, vzljubi Lilo, in preden je vsega konec, on in Lila odkrijeta veliko več o sebi.
- S05E15 Ponderosa Matador

12. januar 1964 NBC
Adam, Hoss in Joe se potegujejo za pozornost lepe mlade dame po imenu Dolores. Hoss prepriča Joeja, da se udeleži bikoborbe, vendar se ne izide povsem po načrtih.
- S05E16 Moj sin, moj sin

19. januar 1964 NBC
Benovi načrti za poroko s Katherine Saunders so razburjeni, ko je njen sin Eden obtožen umora svoje nekdanje punce.
- S05E17 Alias Joe Cartwright

26. januar 1964 NBC
Moški, ki je podoben Joeju, uporabi Joejevo ime in Joeja spravi v položaj, ko se sooči s strelskim vodom.
- S05E18 Gospod iz New Orleansa

2. februar 1964 NBC
Novi tujec v mestu trdi, da je slavni pirat Jean Lafitte, in Hoss mu verjame.
- S05E19 Igra goljufanja

9. februar 1964 NBC
V tem nadaljevanju "Čakalne igre" Laura zameri Adamov nasvet, kako naj vodi svojo ranč. Novinec, Ward Bannister, ji priskoči na pomoč, vendar je dejansko del načrta, da bi ji ukradel ranč.
- S05E20 Krogla za nevesto

16. februar 1964 NBC
Med lovom na gorskega leva Joe po nesreči ustreli Tesso Caldwell, zaradi česar oslepi. Zaradi krivde Joe na koncu zaprosi dekle. Vendar,"""druge okoliščine povzročijo, da Tessa sprejme prenagljeno odločitev - takšno, ki jo bosta morda obžalovala tako ona kot Joe v prihodnosti.
- S05E21 Kralj gore

23. februar 1964 NBC
Ko se gorski mož Jim Leyton odloči poročiti, za pričo izbere Hossa. Julijin oče, Grizzly, se s tem ne strinja in Hoss mora priskočiti na pomoč.
- S05E22 Ne ljubi me

1. marec 1964 NBC
Med pogovorom z Indijancem Ben prejme nepričakovano darilo... žensko. Je mlada belka po imenu Joan, ki je živela z Indijanci odkar je bila majhna deklica. Skozi smešno učno izkušnjo Ben poskuša Joan naučiti, kako se obnašati kot belka. Pri tem se Ben znajde v nerodni situaciji.
- S05E23 Čista resnica

8. marec 1964 NBC
Hoss trpi za spomladansko utrujenostjo, odide v napačno mesto in je obtožen ropa banke.
- S05E24 Nič manjši mož

15. marec 1964 NBC
Mestni svet meni, da Roy Coffee ne more več opravljati svojega dela, in ko se zloglasna tolpa Wagner odpravlja ropat banko, so vsi v paniki. Ben in Adam se ne strinjata z mestnim svetom in storita vse, kar lahko, da bi pomagala Royu.
- S05E25 Vrnitev k časti

22. marec 1964 NBC
Ben mora odpotovati, da bi izkazal spoštovanje, potem ko izve za smrt svojega nečaka Willa. Ko obišče grob, najde svojega nečaka komaj živega s strelno rano. Odpelje ga k zdravniku in Will vztraja, naj odide, a Ben zavrne. Will pojasni, da morajo moški, ki ga zasledujejo, verjeti, da je mrtev. Ben se odloči, da je najbolje, da Willa odpelje domov. Njega in Willa zasledujejo isti moški, ki jih zanimajo dragocenosti, ki jih Will nosi.
- S05E26 Saga o Muleyju Jonesu

29. marec 1964 NBC
Cartwrightove obišče njihov drugi bratranec, Muley Jones iz Weedvilla v Missouriju, ki poje z glasom, ki razbija okna, in povzroča težave pri pogajanjih z Indijanci, ki jih Ben poskuša zagotoviti.
- S05E27 Roper

5. april 1964 NBC
Will se premisli glede bivanja na Ponderosi, in razbojniki napadejo ranč ter ga odpeljejo s seboj. Vodja, Lee Hewitt, je mlad morilec in namerava oropati Ponderoso, zato mora Will ukrepati, da bi rešil sebe, Hewittovo ženo, zdravnika in svoje novonastale sorodnike, Cartwrightove.
- S05E28 Rožnati oblak prihaja iz stare Kitajske

12. april 1964 NBC
Trdoglava Kitajka (Marlo Thomas), ki obišče Cartwrightove, povzroči delavske nemire med lokalnimi delavci.
- S05E29 Kompanjerosi

19. april 1964 NBC
Mateo Ibara in njegova žena Carla obiščeta Ponderoso. Ibara prosi Willa, naj se z njim vrne v Mehiko. Ibara in Will sta se skupaj borila za Juarezovo stvar in Ibara je rešil Willovo življenje. Zaradi tega se Will čuti zavezanega Ibari, a Ben je sumničav glede moških motivov.
- S05E30 Vstop Thomasa Bowersa

26. april 1964 NBC
Po zmagoslavni turneji po Evropi se slavni temnopolti pevec ob prihodu na koncert v Virginia Cityju sreča z rasno predsodki.
- S05E31 Temna preteklost

3. maj 1964 NBC
Čemerni lovec na glave, Dev Farnum, se pojavi na Ponderosi, kjer Cartwrightovi skrivajo ženo moškega, ki ga zasleduje.
- S05E32 Igra pritiska

10. maj 1964 NBC
Teta Lil Laure Dayton pride na obisk in hitro se odloči, da je čas, da pomaga neodločnemu Adamu zaprositi njeno najljubšo nečakinjo. Njen načrt je, da Adama naredi ljubosumnega z uporabo njegovega bratranca Willa, vendar ne gre povsem po načrtih.
- S05E33 Trikotnik

17. maj 1964 NBC
Adam in Laura sta končno zaročena. Adam na skrivaj gradi hišo in načrtuje prihodnost. Laura spozna, da je zaljubljena v Willa. Adam je nato priklenjen na invalidski voziček po padcu z lestve in iz krivde Laura in Will zanikata svoja čustva.
- S05E34 Walter in razbojniki

24. maj 1964 NBC
Smešno nadaljevanje "Vsak prijatelj Walterja", v katerem Obie pusti Walterja v Hosskovi oskrbi. Trije razbojniki, Macy, Teague in Willard, ugrabijo Walterja in ga zadržijo za odkupnino, Hoss in vračajoči se Obie pa ga morata rešiti, vendar se zadeve obrnejo drugače.
- Sezona 6

- S06E01 Izum strelca

20. september,1964 NBC
Joe uči Johnnyja Chapmana, kako uporabljati pištolo za obrambo. Joe pa ne vidi smrtonosnih posledic, ki jih ima to na dolgi rok, ko Johnny postane strelec.
- S06E02 Talec

27. september 1964 NBC
Razbojniki ujamejo Bena in ga skrijejo v zapuščenem rudniku, kjer ga zadržujejo za odkupnino. Fantje morajo pripraviti načrt, kako ga rešiti, preden bo prepozno.
- S06E03 Divjak

4. oktober 1964 NBC
Lafe Jessup se v resnici ne želi poročiti, zdaj pa bo oče. Konjski pastir se spopade s Hossom zaradi njegovega odpora do opravljanja svojih dolžnosti.
- S06E04 Hvala za vse, prijatelj

11. oktober 1964 NBC
Potem ko je Adam nenamerno padel v reko, ga reši Tom Wilson. Wilson goji čustva do Sue Miller, kar ga spravi v težave, potem ko je njen oče ubit.
- S06E05 Loganov zaklad

18. oktober 1964 NBC
Sam Logan je izpuščen iz zapora po odsluženi dvajsetletni kazni zaradi kraje 50.000 dolarjev zlatega prahu. Sledi mu lovec na glave, ki verjame, da ga bo Sam pripeljal do mesta, kjer je zlato zakopano.
- S06E06 Grešni kozel

25. oktober 1964 NBC
Hoss najame Walda za rančerja, potem ko mu prepreči, da bi se ubil. Hoss kmalu ugotovi, da je Waldo slab pri svojem delu in zaradi svoje nerodnosti povzroča težave vsem drugim. Čeprav ga je Hoss pripravljen braniti, kmalu odkrije skrivnost o Waldu.
- S06E07 Vredno deset centov slave

1. november 1964 NBC
Avtorja navdihne, da piše o junaških Cartwrightih, potem ko je na lastne oči videl, kako so se ubranili poskusa ropa kočije. Ker Ben in Adam ne vidita smisla v slavi takšnega romana, pisatelja zavrneta, kar ga prisili, da se obrne na šerifa, ki hitro sprejme.
- S06E08 Pošteni Sam

8. november 1964 NBC
Prevarant pride v mesto in izkoristi Cartwrighte z lažnim zemljiškim poslom. Prevarant na koncu ostane v Virginiji, da bi vodil sirotišnico.
- S06E09 Med nebom in zemljo

15. november 1964 NBC
Ko Joe in njegov prijatelj Mitch lovita pumo, Joe spleza na velik vrh in vrže pištolo višje, z namenom, da bi se po njej splazil. Toda ko pogleda navzdol, se mu začne vrteti. Spozna, da ne more višje, in se umakne navzdol. Ker se mora dokazati, se Joe spopade z Mitchom.
- S06E10 Stara Šeba

22. november 1964 NBC
Kot plačilo za nastop v cirkusu dobita Joe in Hoss slona. Želita ga obdržati, vendar naletita na nasprotovanje Adama in Bena.
- S06E11 Mož, ki ga je treba občudovati

6. december 1964 NBC
Hoss se zanaša na pametnega odvetnika Whitneyja Parkerja, ki ima težave z alkoholom, da ga oprosti obtožbe umora.
- S06E12 Podcenjeni

13. december 1964 NBC
Mali Joe prepriča Bena, da najame Harryja Starra, pol-Indijanca, ki ga drugi rančerji obtožujejo, da je kronični tat konj. Joe se odloči dokazati, da se drugi motijo, toda ali je zaupanje najmlajšega Cartwrighta zgrešeno?
- S06E13 Vitez, ki si ga je treba zapomniti

20. december 1964 NBC
Na kočijah, s katerimi potuje Adam, se zgodita dva ropa, in obakrat vitez v sijočem oklepu prestraši roparje. Adam je obtožen ropa, in njegova zgodba o vitezu ni prav nič koristna.
- S06E14 Saga o Squaw Charlieju

27. december 1964 NBC
Miroljubni Indijanec je obtožen ugrabitve mlade deklice, kar se konča s tragedijo.
- S06E15 Tekmovanje v palačinkah

3. januar 1965 NBC
Hoss se nevede prijavi na tekmovanje v palačinkah in Joe Hossa postavi na dieto, ki mu ni všeč. Joejevo stavljenje na tekmovanje v palačinkah bi ga lahko spravilo v težave in ali mu bo kdaj uspelo dobiti okensko steklo, ki ga želi njegov oče?
- S06E16 Daleč, daleč boljša stvar

10. januar 1965 NBC
Na poti, da bi preprečila mladi ženski srečanje z odpadniškimi Indijanci, sta Joe in Tuck ujeta, in da bi rešil vse, se mora Joe boriti s Sharp Tongueom, ki je vodja skupine, ki je hodila v šolo z Joejem v mladosti.
- S06E17 Ženska ognja

17. januar 1965 NBC
Benov prijatelj, Don Miguel, obišče Ponderoso s svojima hčerkama, Margarito in Eleno,"in Elenina dva zelo zaskrbljena snubca. Njihova misija? Na poti so v Kalifornijo, da bi spoznali Margaritinega snubca, Don Luisa. Težava je v tem, da je Margarita "ženska ognja", ki s svojo vročekrvnostjo uspe prestrašiti vse snubce. Ker je Margarita starejša hči, se mora poročiti pred Eleno. Elenina dva snubca hitro izgubljata potrpljenje, Don Miguel pa se boji, da bo njegovo ime osramočeno, če Margarita zavrne Don Luisa.
- S06E18 Balerina

24. januar 1965 NBC
Kellie Conrad pleše, njen oče pa igra na gosli, da bi zaslužila za preživetje. Hoss čuti krivdo, potem ko v salonskem pretepu z nekaterimi grobijani nehote poškoduje roko, s katero Kelliejin oče igra na gosli. Poskrbi, da ostaneta na Ponderosi, medtem ko si dekletov oče opomore. Tam Ben Kellie predstavi svojemu prijatelju Paulu Mandelu, baletnemu zvezdniku, preden mu je eksplozija prekinila plesno kariero. Kellie prepriča Paula, da ji pomaga pri učenju baleta. Kmalu spozna, da ljubi tako balet kot Paula. Notranje se bori, da bi se odločila med ljubeznijo do baleta in tem, da bi se vsega odrekla zaradi ljubezni do očeta.
- S06E19 Pištola z mehkim ustjem

31. januar 1965 NBC
Adam se zaplete s hitro sproženim detektivom, ki ga je najelo združenje živinorejcev iz Virginie City, da bi ugotovil, kdo je odgovoren za vse kraje živine na tem območju.
- S06E20 Ptičar iz Ponderose

7. februar 1965 NBC
Profesor Klump in Amanda potegneta Hossa v svojo shemo letečega stroja. Zdi se, da "Hoss-mobil" ni usojen za velik vzlet.
- S06E21 Iskanje

14. februar 1965 NBC
Adam se odpravi izslediti moškega, ki se je izdajal zanj, da bi si očistil ugled.
- S06E22 Najbolj smrtonosna igra

21. februar 1965 NBC
Cartwrightovi gostijo Guida Borellija, svetovno znanega akrobata, ki je nekoč rešil Benovo življenje v Italiji. Borellijevo skupino pestijo notranji spori in nastopa v Virginiji City.
- S06E23 Nekoč zdravnik

28. februar 1965 NBC
Hossov zadnji znanec, Anglež po imenu profesor Poppy, je pravzaprav Percival Alexander Mundy, dr. med., ki je opustil zdravniško prakso. Vendar, ko je Hoss ustreljen v hrbet, ga lahko reši le Mundyjeva spretnost.
- S06E24 Pravica je četrta R

7. marec 1965 NBC
Med delom kot nadomestni učitelj Adam odkrije grdo skrivnost o preteklosti ozemlja, ki jo drugi raje ohranijo skrito.
- S06E25 Lovski pes

21. marec 1965 NBC
V tej smešni nadaljevanju "Sage o Muleyju Jonesu" se na Ponderoso vrne bratranec Muley Jones, skupaj s tropom hrupnih lovskih psov.
- S06E26 Past

28. marec 1965 NBC
Ena od Joejevih nekdanjih deklet misli, da je ubil njenega moža, da bi se lahko združila. Na žalost to verjame tudi možev brat dvojček.
- S06E27 Mrtev in odšel

4. april 1965 NBC
Adam poskuša najti dobro v Howardu Meadu, nadarjenem trubadurju, ki noče ostati na pravi strani zakona. Dramatični prvenec pevca/tekstopisca Hoyta Axtona. Zadnja epizoda, na kateri je delal Pernell Roberts, čeprav se pojavi v naslednjih dveh, ki sta bili posneti pred to epizodo in predvajani kasneje.
- S06E28 Dober nočni počitek

11. april 1965 NBC
Najprej Benovi sinovi povzročajo veliko hrupa, zato gre v mesto, da bi spal v hotelu. Nato različni hrupi in stvari motijo Benov spanec. Bo kdaj dobil želeni dober nočni počitek?
- S06E29 Lastiti si svet

18. april 1965 NBC
Eden najbogatejših moških na svetu, Charles Augustus Hackett, ponudi, da bo kupil Ponderoso, cena ni pomembna. Ben pravi, da ranč ni naprodaj, Hackett pa se noče odpovedati.
- S06E30 Lothario Larkin

25. april 1965 NBC
Ženskar Lothario Larkin povzroča kaos, kadar koli pride v Virginio City, zato mu Roy Coffee ukaže, naj zapusti mesto. Seveda ga Hoss sprejme.
- S06E31 Vrnitev

2. maj 1965 NBC
Nihče v Virginiji City ni vesel, da vidi nekdanjega zapornika Tracea Cordella, še posebej moški, ki ga je pohabil v strelskem obračunu, zdaj poročen s Cordellovo nekdanjo punco.
- S06E32 Jonah

9. maj 1965 NBC
Delavci na Ponderosi so vznemirjeni, ko najamejo novega delavca Georgea Whitmana, saj se govori, da prinaša smolo. Hoss reče Georgeu, naj ignorira takšne neumnosti, a ciganska vedeževalka trdi drugače.
- S06E33 Žaromet

16. maj 1965 NBC
Ben povabi operno pevko Angelo Bergstrom, da nastopi na praznovanju obletnice Virginia Cityja. Ona sprejme, a mu ne pove, da je njen slavni pevski glas že zdavnaj izginil.
- S06E34 Krpasti mož

23. maj 1965 NBC
Hoss se spoprijatelji s samoponižujočim samotarjem po imenu Patch, ki peče najboljšo jabolčno pito, kar jo je Hoss kdaj okusil. Hoss je tako navdušen nad njim, še posebej nad njegovo pito, da ga najame za delo na Ponderosi. Ben pa ni navdušen nad Hossovim novim prijateljem, ko se Cartwrightovi zapletejo v strelski obračun z rudarsko ekipo, Patch pa se skrije. Ima globoko zakoreninjen strah pred nasiljem, ki izvira iz incidenta v najstniških letih, a ve, da ga mora premagati, če želi preživeti na Zahodu.
- Sezona 7

- S07E01 Dolg

12. september 1965 NBC
Wiley in Annie Kane prispeta na Ponderoso, da bi odplačala očetov dolg Benu. Zdi se, da je starejši Kane nekoč ogoljufal patriarha Cartwrightovih.
- S07E02 Dilema

19. september 1965 NBC
Ben pomaga obsojencu do pogojnega izpusta, le da moški kasneje postane glavni osumljenec bančnega ropa.
- S07E03 Medeninasta škatla

26. september 1965 NBC
Juan Ortega trdi, da ima zemljiško dovoljenje, ki mu daje lastništvo nad celotnim ozemljem Nevade.
- S07E04 Drugi sin

3. oktober 1965 NBC
Ben najame mulovodca in njegova dva sinova, da prepeljeta nitroglicerin v Kalifornijo.
- S07E05 Osamljeni tekač

10. oktober 1965 NBC
Prijatelj Cartwrightovih, Jim Acton, je v nevarnosti, da izgubi svojo dragoceno kobilo. Prodajal je čredo divjih konj trgovcu s konji Samu Whippleu, Whipple pa ga toži, češ da je bila kobila del te črede. Acton zapusti sodno obravnavo, sodnik pa kobilo dodeli Whippleu. Ko se Acton poskuša dogovoriti z Whippleom, da bi jo odkupil, Whipple strelja nanj. Jim v samoobrambi ubije Whipplea in postane iskanec. Cartwrightovi so prepričani, da je nedolžen, a preveč goreč namestnik pod šerifom Coffeejem ima druge namene. Acton ima samo eno željo: teči svobodno kot divji konj.
- S07E06 Hudič na njenem ramenu

17. oktober 1965 NBC
Bena privlači Sarah Reynolds, članica verskega reda, ki ga vodi njen fanatični stric. Ko jo obtožijo, da je čarovnica, Cartwrightovi posredujejo.
- S07E07 Najdeni otrok

24. oktober 1965 NBC
Hoss naleti na prevrnjeno poštno kočijo in odkrije deklico, ki trpi zaradi šoka. Ko jo Cartwrightovi uspejo spraviti k sebi, je Hoss razočaran, da ima sorodnike in ne more ostati. Dekličin stric se izkaže za sovražnika in Hoss jo reši.
- S07E08 Meredith Smith

31. oktober 1965 NBC
Ben mora ugotoviti, kdo je zakoniti dedič premoženja, ki vključuje vodne pravice, ključne za Ponderoso.
- S07E09 Močna je beseda

7. november 1965 NBC
Najmlajši pridigar v Virginia Cityju je nekdanji strelec, ki želi le zgraditi novo cerkev, a brat ene od njegovih žrtev ima druge ideje. Načrti za cerkev naj bi bili darilo od Adama.
- S07E10 Čudak

14. november 1965 NBC
Hoss in Joe najdeta žensko, ki jo je zapustil vozni vlak, ker njeno darilo prerokovanja velja za prekletstvo. "Ali ne bi bilo čudovito," pravi Ben, "če bi se vsi resnično potrudili razumeti vse, kar je čudno in neznano, namesto da bi se tega bali in poskušali uničiti?"
- S07E11 Nejevoljni upornik

21. november 1965 NBC
Generacijski prepad, v zahodnem slogu, ko Hoss poskuša zbližati mladeniča in njegovega očeta.
- S07E12 Pet sončnih zahodov do sončnega vzhoda

5. december 1965 NBC
Mati mladega razbojnika, obsojenega na obešanje, grozi, da bo njena tolpa ubila talce, če njenega sina ne izpustijo. Eden od talcev je Joe.
- S07E13 Naravni čarovnik

12. december 1965 NBC
Hoss najde sorodno dušo v Skeeterju Dexterju,"""osamljen mladenič, ki se počuti bližje živalim kot večini ljudi.
- S07E14 Vsi njegovi svetniki

19. december 1965 NBC
V vrhuncu te serije se mali Michael Thorpe odpravi v visoko gorovje, da bi prosil Boga, naj prizanese njegovemu kritično ranjenemu očetu, saj verjame, da ga je našel v obliki dolgoletnega ubežnika Toma Caina.
- S07E15 Fant iz Dublina

2. januar 1966 NBC
Potem ko je sedel v poroti, ki je obsodila Terrencea O' Toola za umor, Joe podvomi o sodbi in se odloči, da bo sam opravil nekaj preiskav.
- S07E16 Ubiti bizona

9. januar 1966 NBC
Hoss na preriji najde ranjenega mladega Indijanca, ki je razpet med sprejetjem načinov belega človeka ali vrnitvijo k svojemu staremu življenju.
- S07E17 Jezdi veter (1)

16. januar 1966 NBC
Pony Express odpre pisarno v Virginiji in Joe je eden prvih, ki se pridruži. Ben se prav tako odloči investirati v nastajajoče podjetje. Vendar pa Pony Express kmalu pestijo težave s Paiuti in časopisnim poročevalcem, ki oba poskušata uveljaviti svoje načrte.
- S07E18 Jezdi veter (2)

23. januar 1966 NBC
Zaključek epizode iz prejšnjega tedna, kjer Cartwrightovi nudijo potrebno pomoč Pony Expressu.
- S07E19 Otrok usode

30. januar 1966 NBC
Potem ko je njegov edini prijatelj ubit, Cartwrightovi sprejmejo počasnega moškega, za katerega jih Roy Coffee obvesti, da ga arizonske oblasti iščejo zaradi umora.
- S07E20 Miroljubni policist

6. februar 1966 NBC
Medtem ko je šerif Coffee v Saint Louisu, se tolpa Morrisey odloči sprostiti odvečno energijo z uničenjem salona v nasilnem izbruhu. Ko jih namestnik Bill Harris poskuša aretirati, ga udarijo po glavi s steklenico viskija in ga po nesreči ubijejo. Vsi pobegnejo razen Cliffa, ki ga zaprejo. Zavrne povedati imena ali lokacije svojih prijateljev. Župan Garrett skliče nujni sestanek mestnega sveta Virginije City. Za začasnega šerifa najamejo legendarnega policista Wesa Dunna. Je brezhumoren moški, ki je odločen vzpostaviti red v mestu. Cliffa skoraj pretepe do smrti, da bi izvedel, kje so njegovi prijatelji, vendar Cliff noče ničesar povedati. Medtem Hoss najde Chucka, ranjenega člana tolpe. Ko mu poskuša vzeti pištolo, ustreli Hossa. Joe gre z Dunnem iskat druge moške. Misli, da je Dunn junak, dokler ga ne vidi hladnokrvno umoriti enega od osumljencev.
- S07E21 Kodeks

13. februar 1966 NBC
Joeja izzovejo, da se sooči s strelcem Danom Taggertom, ne zavedajoč se, da je vnaprej dogovorjeno več, kot se zaveda.
- S07E22 Tri neveste za Hossa

20. februar 1966 NBC
Ne ena, ampak tri neveste po pošti se nepričakovano pojavijo na Ponderosi, vse verjamejo, da se bodo poročile s Hossom.
- S07E23 Cesar Norton

27. februar 1966 NBC
Joshua Norton, ekscentričen in nekdaj bogat trgovec iz San Francisca, ki se ima za cesarja Združenih držav in zaščitnika Mehike, pride na Ponderoso. Oblasti ga želijo zapreti, Ben pa stopi v stik z Markom Twainom, da bi pričal o Nortonovi prisebnosti.
- S07E24 Skrbnik njenega brata

6. marec 1966 NBC
Ben in Claire Armory se zaljubita, vendar njuno prihodnost ogroža njen invalidni brat.
- S07E25 Težave z Jamiejem

20. marec 1966 NBC
Cartwrightovi poskušajo spraviti v red snobovskega mladega sina Benovega bratranca.
- S07E26 Sijaj v Španiji

27. marec 1966 NBC
Mlada, obožujoča Wendy Daniels je prišla v Virginijo City, da bi se srečala s svojim očetom, Taylorjem Danielsom, ki je zadnjih pet let potoval zaradi posla. Joeja privlači Wendy, vendar se sooča z močno konkurenco za njeno naklonjenost. Obožuje svojega očeta in ne more nehati govoriti o njegovih velikih poslovnih vizijah, čeprav ga ni videla pet let. Cartwrightovi spoznajo, da je nekaj narobe, ko Wendyjin domnevno bogati oče pusti jo na cedilu v Virginiji City brez denarja. Ko jo izselijo iz hotela, potem ko je nakopičila dolg v višini , jo Joe odpelje na Ponderoso, le da se njene sanje o očetu razblinijo, ko se pojavi popolnoma brez denarja.
- S07E27 Genij

3. april 1966 NBC
Hoss izbere težko pot, ko se odloči rehabilitirati slavnega pesnika, Willa Smitha, ki je v resnici William Warlock Evans, ki preveč časa preživi s pitjem in sčasoma njegova žena prispe na Ponderoso.
- S07E28 Nenapisana zapoved

10. april 1966 NBC
Vsi menijo, da je Andy Walker izjemen pevec, razen njegovega očeta, ki meni, da bi se fant moral namesto tega osredotočiti na delo na ranču. Joe omenja, da je prejel pismo od Adama, ki je trenutno v Parizu.
- S07E29 Velika senca na zemlji

17. april 1966 NBC
Italijanski priseljenci so odločeni ustanoviti svoj vinograd na posestvu Ponderosa.
- S07E30 Borci

24. april 1966 NBC
Hoss se počuti krivega, ker je nenamerno končal kariero profesionalnega boksarja, in priseže, da se ne bo nikoli več boril. Toda stvari se spremenijo, ko je Joe skoraj pretepen do smrti.
- S07E31 Domov z morja

1. maj 1966 NBC
Mornar, ki trdi, da je eden Adamovih najbližjih prijateljev, je toplo sprejet pri Cartwrightovih, ki nimajo pojma, da moški in njegov sostorilec načrtujeta rop.
- S07E32 Zadnja misija

8. maj 1966 NBC
Ben in Hoss nehote pomagata maščevalnemu vojaškemu polkovniku, ki namerava z Gatlingovo puško pobiti vsakega Indijanca, ki ga lahko.
- S07E33 Vredno dolarja težav

15. maj 1966 NBC
Hoss se znajde v novi zmešnjavi, tokrat z lepo blondinko, proizvajalcem žganja in kratkovidnim razbojnikom, ki je alergičen na čokolado in rože.
- Sezona 8

- S08E01 Nekaj boli, nekaj divjega

11. september 1966 NBC
Prijateljstvo Cartwrightov s sosednjim rančarjem ogroža njegova duševno nestabilna hči.
- S08E02 Konj drugačnega odtenka

18. september 1966 NBC
Da Cartwrightovi ne bi bili ubiti, mora eden najstarejših Benovih prijateljev poskrbeti, da Joe ne zmaga na konjski dirki.
- S08E03 Čas za odstop

25. september 1966 NBC
Potem ko Cartwrightovi pošljejo rančerja Dana Tolliverja v pokoj, zagrenjeni starec načrtuje sodelovanje pri ropu Ponderose.
- S08E04 Preganjani (1)

2. oktober 1966 NBC
Mormona z dvema ženama nadlegujejo meščani, nato pa se stvari še poslabšajo.
- S08E05 Preganjani (2)

9. oktober 1966 NBC
Medtem ko preganjana stranka čaka na vrnitev Bena in Hossa, je Herber ustreljen in ubit. Joe se maščuje in ustreli Herberjevega morilca.
- S08E06 Da cvetim zate

16. oktober 1966 NBC
Hoss je zaročen s Carol Attley, težavno žensko s temnejšo preteklostjo, kot si predstavlja.
- S08E07 Zasluge za uboj

23. oktober 1966 NBC
Čeprav njegov prijatelj nujno potrebuje denar od nagrade, Joe vztraja, da pripada njemu, da bi zaščitil svojega prijatelja pred brati mrtvih razbojnikov.
- S08E08 Štirje sestri iz Bostona

30. oktober 1966 NBC
Cartwrightovi priskočijo na pomoč štirim neizkušenim naseljencem, ko jih zviti govedorejci poskušajo pregnati z njihovega posestva.
- S08E09 Stari Charlie

6. november 1966 NBC
Mlad kavboj je ubit med pretepom s Hossom, vendar si starec, ki vodi hleve v Virginiji City, pripiše zasluge, s čimer se znajde v nevarnosti pred brati mrtvega moškega.
- S08E10 Balada o Ponderosi

13. november 1966 NBC
Mlad trubadur, ki Bena krivi za smrt svojega očeta, se vrne v Virginijo City. V enem prizoru Ben reče, da je mladenič dobrodošel, da uporabi Adamovo kitaro.
- S08E11 Prisega

20. november 1966 NBC
Medtem ko je v drugem mestu, zaradi posla, Ben naleti na zaposlenega v salonu, ki je velika figura, in potem ko ubije starega rudarja, ki mu je požgal hišo, ga Ben odpelje k šerifu. Obsodijo ga in obesijo. Pred odhodom je Charlie Monahan prisilil svojega polbrata, Charlieja Dva, da priseže, da bo ubil Bena. Little Joe se tega zaveda in ga mora izslediti, da mu prepreči izpolnitev prisege proti Benu. Charlie Dva se ne zaveda, da je Joe Benov sin, ko se srečata na poti.
- S08E12 Res lepo, prijazno mestece

27. november 1966 NBC
Ko je ženska, s katero se je nameraval poročiti, zadavljena, Joe prisili edinega osumljenca, da se javi, v zelo napeti epizodi.*S08E13 Ženin
4. december 1966 NBC
Joe igra svata v tej zgodbi o rančarju, ki poskuša poročiti svojo domnevno neopazno hčer.
- S08E14 Tommy

18. december 1966 NBC
Cartwrightovi zaščitijo žensko in njenega gluho-nemega sinčka pred fantovim nezakonitim očimom.
- S08E15 Božična zgodba

25. december 1966 NBC
Pevski Andy Walker se vrne v Virginia City kot velik uspeh, skupaj s svojim zvijačnim stricem Thaddeusom.
- S08E16 Eksplozija Ponderose

1. januar 1967 NBC
Dva starca iz Virginia Cityja pretentata Hossa in Joeja, da vzgajata zajce, in Ponderosa je preplavljena s šapami in brki.
- S08E17 Pravica

8. januar 1967 NBC
Ko je ženska, s katero se je nameraval poročiti, zadavljena, Joe prisili edinega osumljenca, da se javi.
- S08E18 Nevesta za Buforda

15. januar 1967 NBC
Dolly Bantree ima pokvarjenega menedžerja "Blackieja", ki Dolly izsiljuje, da bi na novo bogatega rudarja Buforda ogoljufal za njegovo na novo pridobljeno bogastvo. Hoss nekaj posumi in se obleče, da bi se pretvarjal, da je bogata tarča, da bi preizkusil Dolly.
- S08E19 Črni petek

22. januar 1967 NBC
V mestu Chiso Joe sreča nekdanjega kavboja s Ponderose, ki je zdaj strelec in pričakuje, da bo ubit v petek, 13. John Saxon se v tej epizodi kot Steven Friday prvič pojavi v seriji.
- S08E20 Nevidna rana

29. januar 1967 NBC
Ben odkrije, da njegov prijatelj, šerif Paul Rowan, trpi zaradi stresa, ki ga povzročajo njegove vojne izkušnje.
- S08E21 Potovanje v grozo

5. februar 1967 NBC
Joe obišče svoje poročene prijatelje na ozemlju Arizone, le da odkrije, da je mož postal kriminalec in je skrivaj del zloglasne tolpe.
- S08E22 Amigo

12. februar 1967 NBC
Ranjen komanchero se postavi na stran Cartwrightovih, ko se preostanek tolpe, ki jo vodi kapitan Fenner, pojavi, da bi požgal in oropal Ponderoso.
- S08E23 Ženska v hiši

19. februar 1967 NBC
Mary Wharton, stara družinska prijateljica, pride živet na Ponderoso s svojim lenim možem. Ko Ben izve, da je Mary žrtev nasilja v družini, pošlje Russa stran.
- S08E24 Sodba pri Red Creeku

26. februar 1967 NBC
Hoss in Joe dvomita o tem, kdo je res oropal postajo, saj sumita, da sta moška, ki sta ju ujela, nedolžna.
- S08E25 Joe Cartwright, detektiv

5. marec 1967 NBC
Joeja začne fascinirati detektivska literatura in vplete Hossa, ko posumi, da bo banka oropana.
- S08E26 Dovolj temno, da vidiš zvezde

12. marec 1967 NBC
Mladi Billy Wilcox se potepa po Ponderosi, bolan, lačen in sam. Ben ga najde in ko si opomore, Billyju ponudi službo. Jennifer Yardley, ki s svojim očetom obiskuje Cartwrightove, se zanima za Billyja. Billyja bolj skrbi policist, ki je prišel v mesto, ker ima preteklost, ki bi lahko bila problematična: v samoobrambi je ubil moškega in pobegnil.
- S08E27 Dejanje in dilema

26. marec 1967 NBC
Ben pomaga Giorgiu Rossiju v njegovem boju za vodo na sosednji posesti.
- S08E28 Princ

2. april 1967 NBC
Cartwrightovi gostijo ruske kraljeve, ki so tarča tatov draguljev.
- S08E29 Mož brez zemlje

9. april 1967 NBC
Predelavec s sosednjega ranča podtakne Joeju umor kot del načrta, da bi dobil posest svojega delodajalca.
- S08E30 Napoleonovi otroci

16. april 1967 NBC
Tolpa mladoletnih prestopnikov, ki jo vodi inteligenten pritlikavec, ki se imenuje Napoleon, terorizira Virginia City in tudi Ponderoso.
- S08E31 Čaša pelina

23. april 1967 NBC
Ženska - prepričana, da je Mali Joe namerno ubil njenega brata - ponudi 1000 dolarjev moškemu, ki ubije najmlajšega Cartwrighta v tem, kar ona šteje za "pošten boj". Joe pa mora medtem premagati svojo krivdo zaradi uboja drugega moškega v samoobrambi, medtem ko se poskuša izogniti bridko žalujočemu očetu mrtvega moškega.
- S08E32 Clarissa

30. april 1967 NBC
Obišče jih sestrična Cartwrightovih, Clarissa. Njena odločna, snobovska narava povzroča Benu in njegovim sinovom le težave.
- S08E33 Maestro Hoss

7. maj,"""1967 NBC
Hossa prevara ciganska vedeževalka, da kupi violino, in vsi na Ponderosi – razen Hop Singa – trpijo posledice.
- S08E34 Pohlepni

14. maj 1967 NBC
Ponderosi grozi, da jo bodo preplavili lovci na zlato.
- Sezona 9

- S09E01 Druga priložnost

17. september 1967 NBC
Odpadniški Indijanci so divjali, napadali naseljence in povzročali kaos na Zahodu. Joe in Hoss sta šla opozorit naseljence, ko Joeja zadene puščica. Hoss poskuša odstraniti puščico, vendar se držalo zlomi in ostane zagozdeno v Joejevi rami, kar Joeja hudo rani. Hoss obupano išče pomoč in naleti na vlak z nenavadno zbirko ljudi. Na vlaku sta dve ženski, tat, umirajoči zdravnik in strahopetec.
- S09E02 Občutek dolžnosti

24. september 1967 NBC
Ben, Hoss in Mali Joe pomagajo milici Virginia Cityja pospremiti odpadniškega Indijanca, ki verjame, da je Vsemogočni, skozi sovražno indijansko ozemlje v zapor.
- S09E03 Konkvistadorji

1. oktober 1967 NBC
Skupina Mehičanov ugrabi Malega Joeja za odkupnino 5.000 dolarjev. Skupina kavbojev načrtuje rešiti Joeja, ga ubiti in si prisvojiti zlato.
- S09E04 Sodba v Olimpu

8. oktober 1967 NBC
Candy je aretiran zaradi umora v mestu Olimp. Obtožen je umora Jeda Wheelocka, sina bogatega A. Z. Wheelocka. Ta vztraja pri iskanju morilca svojega sina, vendar želi pošteno sojenje za Candyja. Joe spremlja Candyja, da bi se prepričal, da bo vse potekalo gladko, a ko je Joe obtožen umora priče, ki trdi, da je videla Candyja ubiti Jeda, je Joe zaprt zaradi umora skupaj s Candyjem, in na Hossu je, da najde morilca.
- S09E05 Noč obračuna

15. oktober 1967 NBC
Sadistični razbojnik po imenu Dibbs skupaj s svojo tolpo oblega Ponderoso in drži Joeja, Hossa in Candyja za talce. Njihov predstojnik, Donny Buckler, je skril 40.000 dolarjev in Dibbs se ne bo ustavil pred ničemer, da bi se dokopal do njih.
- S09E06 Lažna priča

22. oktober 1967 NBC
Medtem ko sta v banki v Sandustu, sta Mali Joe in bančna tajnica priči oboroženemu ropu. Med kasnejšim streljanjem glavni krivec ubije bankirja, vendar je hitro priveden pred sodišče. Joe, Hoss in Candy se strinjajo, da bodo priče, vendar se morajo medtem izogniti smrti.
- S09E07 Nežni

29. oktober 1967 NBC
Večina ljudi Marka Cola šteje za strahopetca, vendar ne okleva stopiti naprej, ko njegov brat poskuša ukrotiti konja z mučenjem.
- S09E08 Obupni prehod

5. november 1967 NBC
Med vožnjo konj v Utah Cartwrightovi in Candy odkrijejo le dva človeka, ki sta ostala v mestu, ki so ga uničili divjajoči Indijanci Paiute. Skupaj morata Mary Burns in Josh Tanner potovati skozi sovražno ozemlje, skupaj s Cartwrightovimi in Candyjem.
- S09E09 Zanesljiva stvar

12. november 1967 NBC
Lastništvo ljubljenega žrebca mlade deklice je ogroženo zaradi "velikih načrtov" njenega spletkarskega očeta.
- S09E10 Obračun pri Tahoeju

19. november 1967 NBC
Poklicni ropar, ki trdi, da je drvar, in njegova tolpa načrtujeta uporabiti Benov nov tovorni parnik za prevoz pošiljke 1 milijona dolarjev v San Francisco.
- S09E11 Šest črnih konj

26. november 1967 NBC
Benov stari prijatelj je ukradel denar pokvarjenim politikom v New Yorku in načrtuje investirati v Nevadi.
- S09E12 Zadrževalna uzda

3. december 1967 NBC
Poškodovani rančar, ki je zaprosil za pomoč Cartwrightovih, da bi odkupil enega od svojih konj, potem ko je bila njegova kmetija zasežena, se mora izogniti smrti s strani svojega brezobzirnega strica, ki se ne bo ustavil pred ničemer, da bi pridobil popoln nadzor nad rančem.
- S09E13 Odložena pravica

17. december 1967 NBC
Zaskrbljeni Hoss odkrije, da je njegovo pričanje pomagalo obesiti nedolžnega moškega, obtoženega umora. Medtem ko se trudi privesti pravega morilca pred sodišče, se mora Hoss boriti tudi s strahopetnostjo druge priče in predsednika porote, vplivnega bankirja.
- S09E14 Detektor zlata

24. december,1967 NBC
Hoss želi kupiti rudnik, za katerega se misli, da je brez vrednosti, in naroči domiselno iznajdbo, da bi dokazal nasprotno, ter postane lokalna tarča posmeha v mestu.
- S06E32 Jonah

9. maj 1965 NBC
Delavci na Ponderosi so vznemirjeni, ko najamejo novega delavca Georgea Whitmana, saj se govori, da prinaša smolo. Hoss reče Georgeu, naj ignorira takšne neumnosti, a ciganska vedeževalka trdi drugače.
- S06E33 Žaromet

16. maj 1965 NBC
Ben povabi operno pevko Angelo Bergstrom, da nastopi na praznovanju obletnice Virginia Cityja. Ona sprejme, a mu ne pove, da je njen slavni pevski glas že zdavnaj izginil.
- S06E34 Krpasti mož

23. maj 1965 NBC
Hoss se spoprijatelji s samoponižujočim samotarjem po imenu Patch, ki peče najboljšo jabolčno pito, kar jo je Hoss kdaj okusil. Hoss je tako navdušen nad njim, še posebej nad njegovo pito, da ga najame za delo na Ponderosi. Ben pa ni navdušen nad Hossovim novim prijateljem, ko se Cartwrightovi zapletejo v strelski obračun z rudarsko ekipo, Patch pa se skrije. Ima globoko zakoreninjen strah pred nasiljem, ki izvira iz incidenta v najstniških letih, a ve, da ga mora premagati, če želi preživeti na Zahodu.
- Sezona 7

- S07E01 Dolg

12. september 1965 NBC
Wiley in Annie Kane prispeta na Ponderoso, da bi odplačala očetov dolg Benu. Zdi se, da je starejši Kane nekoč ogoljufal patriarha Cartwrightovih.
- S07E02 Dilema

19. september 1965 NBC
Ben pomaga obsojencu do pogojnega izpusta, le da moški kasneje postane glavni osumljenec bančnega ropa.
- S07E03 Medeninasta škatla

26. september 1965 NBC
Juan Ortega trdi, da ima zemljiško dovoljenje, ki mu daje lastništvo nad celotnim ozemljem Nevade.
- S07E04 Drugi sin

3. oktober 1965 NBC
Ben najame mulovodca in njegova dva sinova, da prepeljeta nitroglicerin v Kalifornijo.
- S07E05 Osamljeni tekač

10. oktober 1965 NBC
Prijatelj Cartwrightovih, Jim Acton, je v nevarnosti, da izgubi svojo dragoceno kobilo. Prodajal je čredo divjih konj trgovcu s konji Samu Whippleu, Whipple pa ga toži, češ da je bila kobila del te črede. Acton zapusti sodno obravnavo, sodnik pa kobilo dodeli Whippleu. Ko se Acton poskuša dogovoriti z Whippleom, da bi jo odkupil, Whipple strelja nanj. Jim v samoobrambi ubije Whipplea in postane iskanec. Cartwrightovi so prepričani, da je nedolžen, a preveč goreč namestnik pod šerifom Coffeejem ima druge namene. Acton ima samo eno željo: teči svobodno kot divji konj.
- S07E06 Hudič na njenem ramenu

17. oktober 1965 NBC
Bena privlači Sarah Reynolds, članica verskega reda, ki ga vodi njen fanatični stric. Ko jo obtožijo, da je čarovnica, Cartwrightovi posredujejo.
- S07E07 Najdeni otrok

24. oktober 1965 NBC
Hoss naleti na prevrnjeno poštno kočijo in odkrije deklico, ki trpi zaradi šoka. Ko jo Cartwrightovi uspejo spraviti k sebi, je Hoss razočaran, da ima sorodnike in ne more ostati. Dekličin stric se izkaže za sovražnika in Hoss jo reši.
- S07E08 Meredith Smith

31. oktober 1965 NBC
Ben mora ugotoviti, kdo je zakoniti dedič premoženja, ki vključuje vodne pravice, ključne za Ponderoso.
- S07E09 Močna je beseda

7. november 1965 NBC
Najmlajši pridigar v Virginia Cityju je nekdanji strelec, ki želi le zgraditi novo cerkev, a brat ene od njegovih žrtev ima druge ideje. Načrti za cerkev naj bi bili darilo od Adama.
- S07E10 Čudak

14. november 1965 NBC
Hoss in Joe najdeta žensko, ki jo je zapustil vozni vlak, ker njeno darilo prerokovanja velja za prekletstvo. "Ali ne bi bilo čudovito," pravi Ben, "če bi se vsi resnično potrudili razumeti vse, kar je čudno in neznano, namesto da bi se tega bali in poskušali uničiti?"
- S07E11 Nejevoljni upornik

21. november 1965 NBC
Generacijski prepad, v zahodnem slogu, ko Hoss poskuša zbližati mladeniča in njegovega očeta.
- S07E12 Pet sončnih zahodov do sončnega vzhoda

5. december 1965 NBC
Mati mladega razbojnika, obsojenega na obešanje, grozi, da bo njena tolpa ubila talce, če njenega sina ne izpustijo. Eden od talcev je Joe.
- S07E13 Naravni čarovnik

12. december 1965 NBC
Hoss najde sorodno dušo v Skeeterju Dexterju,"""osamljen mladenič, ki se počuti bližje živalim kot večini ljudi.
- S07E14 Vsi njegovi svetniki

19. december 1965 NBC
V vrhuncu te serije se mali Michael Thorpe odpravi v visoko gorovje, da bi prosil Boga, naj prizanese njegovemu kritično ranjenemu očetu, saj verjame, da ga je našel v obliki dolgoletnega ubežnika Toma Caina.
- S07E15 Fant iz Dublina

2. januar 1966 NBC
Potem ko je sedel v poroti, ki je obsodila Terrencea O' Toola za umor, Joe podvomi o sodbi in se odloči, da bo sam opravil nekaj preiskav.
- S07E16 Ubiti bizona

9. januar 1966 NBC
Hoss na preriji najde ranjenega mladega Indijanca, ki je razpet med sprejetjem načinov belega človeka ali vrnitvijo k svojemu staremu življenju.
- S07E17 Jezdi veter (1)

16. januar 1966 NBC
Pony Express odpre pisarno v Virginiji in Joe je eden prvih, ki se pridruži. Ben se prav tako odloči investirati v nastajajoče podjetje. Vendar pa Pony Express kmalu pestijo težave s Paiuti in časopisnim poročevalcem, ki oba poskušata uveljaviti svoje načrte.
- S07E18 Jezdi veter (2)

23. januar 1966 NBC
Zaključek epizode iz prejšnjega tedna, kjer Cartwrightovi nudijo potrebno pomoč Pony Expressu.
- S07E19 Otrok usode

30. januar 1966 NBC
Potem ko je njegov edini prijatelj ubit, Cartwrightovi sprejmejo počasnega moškega, za katerega jih Roy Coffee obvesti, da ga arizonske oblasti iščejo zaradi umora.
- S07E20 Miroljubni policist

6. februar 1966 NBC
Medtem ko je šerif Coffee v Saint Louisu, se tolpa Morrisey odloči sprostiti odvečno energijo z uničenjem salona v nasilnem izbruhu. Ko jih namestnik Bill Harris poskuša aretirati, ga udarijo po glavi s steklenico viskija in ga po nesreči ubijejo. Vsi pobegnejo razen Cliffa, ki ga zaprejo. Zavrne povedati imena ali lokacije svojih prijateljev. Župan Garrett skliče nujni sestanek mestnega sveta Virginije City. Za začasnega šerifa najamejo legendarnega policista Wesa Dunna. Je brezhumoren moški, ki je odločen vzpostaviti red v mestu. Cliffa skoraj pretepe do smrti, da bi izvedel, kje so njegovi prijatelji, vendar Cliff noče ničesar povedati. Medtem Hoss najde Chucka, ranjenega člana tolpe. Ko mu poskuša vzeti pištolo, ustreli Hossa. Joe gre z Dunnem iskat druge moške. Misli, da je Dunn junak, dokler ga ne vidi hladnokrvno umoriti enega od osumljencev.
- S07E21 Kodeks

13. februar 1966 NBC
Joeja izzovejo, da se sooči s strelcem Danom Taggertom, ne zavedajoč se, da je vnaprej dogovorjeno več, kot se zaveda.
- S07E22 Tri neveste za Hossa

20. februar 1966 NBC
Ne ena, ampak tri neveste po pošti se nepričakovano pojavijo na Ponderosi, vse verjamejo, da se bodo poročile s Hossom.
- S07E23 Cesar Norton

27. februar 1966 NBC
Joshua Norton, ekscentričen in nekdaj bogat trgovec iz San Francisca, ki se ima za cesarja Združenih držav in zaščitnika Mehike, pride na Ponderoso. Oblasti ga želijo zapreti, Ben pa stopi v stik z Markom Twainom, da bi pričal o Nortonovi prisebnosti.
- S07E24 Skrbnik njenega brata

6. marec 1966 NBC
Ben in Claire Armory se zaljubita, vendar njuno prihodnost ogroža njen invalidni brat.
- S07E25 Težave z Jamiejem

20. marec 1966 NBC
Cartwrightovi poskušajo spraviti v red snobovskega mladega sina Benovega bratranca.
- S07E26 Sijaj v Španiji

27. marec 1966 NBC
Mlada, obožujoča Wendy Daniels je prišla v Virginijo City, da bi se srečala s svojim očetom, Taylorjem Danielsom, ki je zadnjih pet let potoval zaradi posla. Joeja privlači Wendy, vendar se sooča z močno konkurenco za njeno naklonjenost. Obožuje svojega očeta in ne more nehati govoriti o njegovih velikih poslovnih vizijah, čeprav ga ni videla pet let. Cartwrightovi spoznajo, da je nekaj narobe, ko Wendyjin domnevno bogati oče pusti jo na cedilu v Virginiji City brez denarja. Ko jo izselijo iz hotela, potem ko je nakopičila dolg v višini , jo Joe odpelje na Ponderoso, le da se njene sanje o očetu razblinijo, ko se pojavi popolnoma brez denarja.*S07E27 Genij
3. april 1966 NBC
Hoss izbere težko pot, ko se odloči rehabilitirati slavnega pesnika, Willa Smitha, ki je v resnici William Warlock Evans, ki preveč časa preživi s pitjem in sčasoma njegova žena prispe na Ponderoso.
- S07E28 Nenapisana zapoved

10. april 1966 NBC
Vsi menijo, da je Andy Walker izjemen pevec, razen njegovega očeta, ki meni, da bi se fant moral namesto tega osredotočiti na delo na ranču. Joe omenja, da je prejel pismo od Adama, ki je trenutno v Parizu.
- S07E29 Velika senca na zemlji

17. april 1966 NBC
Italijanski priseljenci so odločeni ustanoviti svoj vinograd na posestvu Ponderosa.
- S07E30 Borci

24. april 1966 NBC
Hoss se počuti krivega, ker je nenamerno končal kariero profesionalnega boksarja, in priseže, da se ne bo nikoli več boril. Toda stvari se spremenijo, ko je Joe skoraj pretepen do smrti.
- S07E31 Domov z morja

1. maj 1966 NBC
Mornar, ki trdi, da je eden Adamovih najbližjih prijateljev, je toplo sprejet pri Cartwrightovih, ki nimajo pojma, da moški in njegov sostorilec načrtujeta rop.
- S07E32 Zadnja misija

8. maj 1966 NBC
Ben in Hoss nehote pomagata maščevalnemu vojaškemu polkovniku, ki namerava z Gatlingovo puško pobiti vsakega Indijanca, ki ga lahko.
- S07E33 Vredno dolarja težav

15. maj 1966 NBC
Hoss se znajde v novi zmešnjavi, tokrat z lepo blondinko, proizvajalcem žganja in kratkovidnim razbojnikom, ki je alergičen na čokolado in rože.
- Sezona 8

- S08E01 Nekaj boli, nekaj divjega

11. september 1966 NBC
Prijateljstvo Cartwrightov s sosednjim rančarjem ogroža njegova duševno nestabilna hči.
- S08E02 Konj drugačnega odtenka

18. september 1966 NBC
Da Cartwrightovi ne bi bili ubiti, mora eden najstarejših Benovih prijateljev poskrbeti, da Joe ne zmaga na konjski dirki.
- S08E03 Čas za odstop

25. september 1966 NBC
Potem ko Cartwrightovi pošljejo rančerja Dana Tolliverja v pokoj, zagrenjeni starec načrtuje sodelovanje pri ropu Ponderose.
- S08E04 Preganjani (1)

2. oktober 1966 NBC
Mormona z dvema ženama nadlegujejo meščani, nato pa se stvari še poslabšajo.
- S08E05 Preganjani (2)

9. oktober 1966 NBC
Medtem ko preganjana stranka čaka na vrnitev Bena in Hossa, je Herber ustreljen in ubit. Joe se maščuje in ustreli Herberjevega morilca.
- S08E06 Da cvetim zate

16. oktober 1966 NBC
Hoss je zaročen s Carol Attley, težavno žensko s temnejšo preteklostjo, kot si predstavlja.
- S08E07 Zasluge za uboj

23. oktober 1966 NBC
Čeprav njegov prijatelj nujno potrebuje denar od nagrade, Joe vztraja, da pripada njemu, da bi zaščitil svojega prijatelja pred brati mrtvih razbojnikov.
- S08E08 Štirje sestri iz Bostona

30. oktober 1966 NBC
Cartwrightovi priskočijo na pomoč štirim neizkušenim naseljencem, ko jih zviti govedorejci poskušajo pregnati z njihovega posestva.
- S08E09 Stari Charlie

6. november 1966 NBC
Mlad kavboj je ubit med pretepom s Hossom, vendar si starec, ki vodi hleve v Virginiji City, pripiše zasluge, s čimer se znajde v nevarnosti pred brati mrtvega moškega.
- S08E10 Balada o Ponderosi

13. november 1966 NBC
Mlad trubadur, ki Bena krivi za smrt svojega očeta, se vrne v Virginijo City. V enem prizoru Ben reče, da je mladenič dobrodošel, da uporabi Adamovo kitaro.
- S08E11 Prisega

20. november 1966 NBC
Medtem, ko je v drugem mestu, zaradi posla, Ben naleti na zaposlenega v salonu, ki je velika figura, in potem ko ubije starega rudarja, ki mu je požgal hišo, ga Ben odpelje k šerifu. Obsodijo ga in obesijo. Pred odhodom je Charlie Monahan prisilil svojega polbrata, Charlieja Dva, da priseže, da bo ubil Bena. Little Joe se tega zaveda in ga mora izslediti, da mu prepreči izpolnitev prisege proti Benu. Charlie Dva se ne zaveda, da je Joe Benov sin, ko se srečata na poti.
- S08E12 Res lepo, prijazno mestece

27. november 1966 NBC
Ko je ženska, s katero se je nameraval poročiti, zadavljena, Joe prisili edinega osumljenca, da se javi, v zelo napeti epizodi.*S08E13 Ženin
4. december 1966 NBC
Joe igra svata v tej zgodbi o rančarju, ki poskuša poročiti svojo domnevno neopazno hčer.
- S08E14 Tommy

18. december 1966 NBC
Cartwrightovi zaščitijo žensko in njenega gluho-nemega sinčka pred fantovim nezakonitim očimom.
- S08E15 Božična zgodba

25. december 1966 NBC
Pevski Andy Walker se vrne v Virginia City kot velik uspeh, skupaj s svojim zvijačnim stricem Thaddeusom.
- S08E16 Eksplozija Ponderose

1. januar 1967 NBC
Dva starca iz Virginia Cityja pretentata Hossa in Joeja, da vzgajata zajce in Ponderosa je preplavljena s šapami in brki.
- S08E17 Pravica

8. januar 1967 NBC
Ko je ženska, s katero se je nameraval poročiti, zadavljena, Joe prisili edinega osumljenca, da se javi.
- S08E18 Nevesta za Buforda

15. januar 1967 NBC
Dolly Bantree ima pokvarjenega menedžerja "Blackieja", ki Dolly izsiljuje, da bi na novo bogatega rudarja Buforda ogoljufal za njegovo na novo pridobljeno bogastvo. Hoss nekaj posumi in se obleče, da bi se pretvarjal, da je bogata tarča, da bi preizkusil Dolly.
- S08E19 Črni petek

22. januar 1967 NBC
V mestu Chiso Joe sreča nekdanjega kavboja s Ponderose, ki je zdaj strelec in pričakuje, da bo ubit v petek, 13. John Saxon se v tej epizodi kot Steven Friday prvič pojavi v seriji.
- S08E20 Nevidna rana

29. januar 1967 NBC
Ben odkrije, da njegov prijatelj, šerif Paul Rowan, trpi zaradi stresa, ki ga povzročajo njegove vojne izkušnje.
- S08E21 Potovanje v grozo

5. februar 1967 NBC
Joe obišče svoje poročene prijatelje na ozemlju Arizone, le da odkrije, da je mož postal kriminalec in je skrivaj del zloglasne tolpe.
- S08E22 Amigo

12. februar 1967 NBC
Ranjen komanchero se postavi na stran Cartwrightovih, ko se preostanek tolpe, ki jo vodi kapitan Fenner, pojavi, da bi požgal in oropal Ponderoso.
- S08E23 Ženska v hiši

19. februar 1967 NBC
Mary Wharton, stara družinska prijateljica, pride živet na Ponderoso s svojim lenim možem. Ko Ben izve, da je Mary žrtev nasilja v družini, pošlje Russa stran.
- S08E24 Sodba pri Red Creeku

26. februar 1967 NBC
Hoss in Joe dvomita o tem, kdo je res oropal postajo, saj sumita, da sta moška, ki sta ju ujela, nedolžna.
- S08E25 Joe Cartwright, detektiv

5. marec 1967 NBC
Joeja začne fascinirati detektivska literatura in vplete Hossa, ko posumi, da bo banka oropana.
- S08E26 Dovolj temno, da vidiš zvezde

12. marec 1967 NBC
Mladi Billy Wilcox se potepa po Ponderosi, bolan, lačen in sam. Ben ga najde in ko si opomore, Billyju ponudi službo. Jennifer Yardley, ki s svojim očetom obiskuje Cartwrightove, se zanima za Billyja. Billyja bolj skrbi policist, ki je prišel v mesto, ker ima preteklost, ki bi lahko bila problematična: v samoobrambi je ubil moškega in pobegnil.
- S08E27 Dejanje in dilema

26. marec 1967 NBC
Ben pomaga Giorgiu Rossiju v njegovem boju za vodo na sosednji posesti.
- S08E28 Princ

2. april 1967 NBC
Cartwrightovi gostijo ruske kraljeve, ki so tarča tatov draguljev.
- S08E29 Mož brez zemlje

9. april 1967 NBC
Predelavec s sosednjega ranča podtakne Joeju umor kot del načrta, da bi dobil posest svojega delodajalca.
- S08E30 Napoleonovi otroci

16. april 1967 NBC
Tolpa mladoletnih prestopnikov, ki jo vodi inteligenten pritlikavec, ki se imenuje Napoleon, terorizira Virginia City in tudi Ponderoso.
- S08E31 Čaša pelina

23. april 1967 NBC
Ženska - prepričana, da je Mali Joe namerno ubil njenega brata - ponudi 1000 dolarjev moškemu, ki ubije najmlajšega Cartwrighta v tem, kar ona šteje za "pošten boj". Joe pa mora medtem premagati svojo krivdo zaradi uboja drugega moškega v samoobrambi, medtem ko se poskuša izogniti bridko žalujočemu očetu mrtvega moškega.
- S08E32 Clarissa

30. april 1967 NBC
Obišče jih sestrična Cartwrightovih, Clarissa. Njena odločna, snobovska narava povzroča Benu in njegovim sinovom le težave.
- S08E33 Maestro Hoss

7. maj, 1967 NBC
Hossa prevara ciganska vedeževalka, da kupi violino in vsi na Ponderosi – razen Hop Singa – trpijo posledice.
- S08E34 Pohlepni

14. maj 1967 NBC
Ponderosi grozi, da jo bodo preplavili lovci na zlato.
- Sezona 9

- S09E01 Druga priložnost

17. september 1967 NBC
Odpadniški Indijanci so divjali, napadali naseljence in povzročali kaos na Zahodu. Joe in Hoss sta šla opozorit naseljence, ko Joeja zadene puščica. Hoss poskuša odstraniti puščico, vendar se držalo zlomi in ostane zagozdeno v Joejevi rami, kar Joeja hudo rani. Hoss obupano išče pomoč in naleti na vozove z nenavadno zbirko ljudi. Na vlaku sta dve ženski, tat, umirajoči zdravnik in strahopetec.
- S09E02 Občutek dolžnosti

24. september 1967 NBC
Ben, Hoss in Mali Joe pomagajo milici Virginia Cityja pospremiti odpadniškega Indijanca, ki verjame, da je Vsemogočni, skozi sovražno indijansko ozemlje v zapor.
- S09E03 Konkvistadorji

1. oktober 1967 NBC
Skupina Mehičanov ugrabi Malega Joeja za odkupnino 5.000 dolarjev. Skupina kavbojev načrtuje rešiti Joeja, ga ubiti in si prisvojiti zlato.
- S09E04 Sodba v Olimpu

8. oktober 1967 NBC
Candy je aretiran zaradi umora v mestu Olimp. Obtožen je umora Jeda Wheelocka, sina bogatega A. Z. Wheelocka. Ta vztraja pri iskanju morilca svojega sina, vendar želi pošteno sojenje za Candyja. Joe spremlja Candyja, da bi se prepričal, da bo vse potekalo gladko, a ko je Joe obtožen umora priče, ki trdi, da je videla Candyja ubiti Jeda, je Joe zaprt zaradi umora skupaj s Candyjem, in na Hossu je, da najde morilca.
- S09E05 Noč obračuna

15. oktober 1967 NBC
Sadistični razbojnik po imenu Dibbs skupaj s svojo tolpo oblega Ponderoso in drži Joeja, Hossa in Candyja za talce. Njihov predstojnik, Donny Buckler, je skril 40.000 dolarjev in Dibbs se ne bo ustavil pred ničemer, da bi se dokopal do njih.
- S09E06 Lažna priča

22. oktober 1967 NBC
Medtem ko sta v banki v Sandustu, sta Mali Joe in bančna tajnica priči oboroženemu ropu. Med kasnejšim streljanjem glavni krivec ubije bankirja, vendar je hitro priveden pred sodišče. Joe, Hoss in Candy se strinjajo, da bodo priče, vendar se morajo medtem izogniti smrti.
- S09E07 Nežni

29. oktober 1967 NBC
Večina ljudi Marka Cola šteje za strahopetca, vendar ne okleva stopiti naprej, ko njegov brat poskuša ukrotiti konja z mučenjem.
- S09E08 Obupni prehod

5. november 1967 NBC
Med vožnjo konj v Utah Cartwrightovi in Candy odkrijejo le dva človeka, ki sta ostala v mestu, ki so ga uničili divjajoči Indijanci Paiute. Skupaj morata Mary Burns in Josh Tanner potovati skozi sovražno ozemlje, skupaj s Cartwrightovimi in Candyjem.
- S09E09 Zanesljiva stvar

12. november 1967 NBC
Lastništvo ljubljenega žrebca mlade deklice je ogroženo zaradi "velikih načrtov" njenega spletkarskega očeta.
- S09E10 Obračun pri Tahoeju

19. november 1967 NBC
Poklicni ropar, ki trdi, da je drvar, in njegova tolpa načrtujeta uporabiti Benov nov tovorni parnik za prevoz pošiljke 1 milijona dolarjev v San Francisco.
- S09E11 Šest črnih konj

26. november 1967 NBC
Benov stari prijatelj je ukradel denar pokvarjenim politikom v New Yorku in načrtuje investirati v Nevadi.
- S09E12 Zadrževalna uzda

3. december 1967 NBC
Poškodovani rančar, ki je zaprosil za pomoč Cartwrightovih, da bi odkupil enega od svojih konj, potem ko je bila njegova kmetija zasežena, se mora izogniti smrti s strani svojega brezobzirnega strica, ki se ne bo ustavil pred ničemer, da bi pridobil popoln nadzor nad rančem.
- S09E13 Odložena pravica

17. december 1967 NBC
Zaskrbljeni Hoss odkrije, da je njegovo pričanje pomagalo obesiti nedolžnega moškega, obtoženega umora. Medtem ko se trudi privesti pravega morilca pred sodišče, se mora Hoss boriti tudi s strahopetnostjo druge priče in predsednika porote, vplivnega bankirja.
- S09E14 Detektor zlata

24. december,1967 NBC
Hoss želi kupiti rudnik, za katerega se misli, da je brez vrednosti, in naroči domiselno iznajdbo, da bi dokazal nasprotno, ter postane lokalna tarča posmeha v mestu.
- S09E15 Sledilci

7. januar 1968 NBC
Moški, nedavno izpuščen iz zapora zaradi ropa banke, je obtožen ropa iste banke v Virginia Cityju in ustrelitve bančnega uslužbenca. Cartwrightovi poskušajo zaščititi obtoženega moškega pred skupino, ki ga namerava linčati pred sojenjem.
- S09E16 Dekle z imenom George

14. januar 1968 NBC
Uporabljena je trik fotografija, da bi morilcu pomagali premagati obtožbo umora, da bi dokazali, da ga v času umora, ki ga je storil, ni bilo tam. Vendar se kamera izkaže tudi za njegovo spodkopavanje.
- S09E17 Trinajsti mož

21. januar 1968 NBC
Rancherji ponovno izgubljajo živino zaradi tatov in vsi se ne strinjajo s preventivnimi metodami detektiva Marcusa Alleyja.
- S09E18 Goreče nebo

28. januar 1968 NBC
Kruti, sadistični, alkoholizirani in rasistični rančer po imenu Aaron Gore zalezuje ženo Benovega prijatelja, ki ga je najel kot trenerja konj. Ženska je sijoče lepa Siouxka, ki se spoprijatelji s sinom gospoda Gora, ki ga ta redno pretepa. Gospod Gore uporablja neverjetno zlobna sredstva, da bi zagotovil, da bo obžalovala, da je imela kdaj karkoli opraviti z njegovim sinom.
- S09E19 Cena soli

4. februar 1968 NBC
Ko mlada ženska podeduje rudnik soli svojega pokojnega očeta, pohlepni rančer želi kupiti vso sol zase. Ben, ki zastopa manjše rančerje, ki si ne morejo privoščiti plačila cen dedinje, ponudi proti bogatemu rančerju, da bi dobil pošteno ceno za vse.
- S09E20 Krvna vez

18. februar 1968 NBC
Skupina razbojnikov izvede načrt za rop Ponderose, tako da zvabijo Hossa in Malega Joeja stran od ranča in pustijo ranjenega Bena samega doma.
- S09E21 Zločin Johnnyja Muleja

25. februar 1968 NBC
Hoss sam zavrne obsodbo Johnnyja Muleja, "počasnega" rančerja, ki je obtožen ropa in umora svojega šefa. Ko Johnny Mule, ki se boji, da ga bodo linčali, ne glede na sodbo, pobegne iz zapora med posvetovanjem porote, je Hoss tisti, ki prevzame breme.
- S09E22 Pokojni Ben Cartwright

3. marec 1968 NBC
Da bi uničil načrte pokvarjenega politika, Ben dovoli vsem, da mislijo, da je bil poskus atentata nanj uspešen.
- S09E23 Zvezdni križ

10. marec 1968 NBC
Candy se zaljubi v lepo mlado žensko, ne zavedajoč se, da je moški, ki trdi, da je njen bratranec, lovec na glave, ki jo ne samo nadleguje, ampak jo je tudi podtaknil za umor in rop.
- S09E24 Mesto težav

17. marec 1968 NBC
Rančerji s Ponderose so v Riverbendu med gonjo živine. Tam Candy sreča staro prijateljico, Lilah Holden, ki dela v salonu. Ko je gonja živine pripravljena na nadaljevanje, Candy odstopi, da bi ostala in pomagala Lilah. Kmalu so vpleteni Ben, Hoss in Joe.
- S09E25 Zaveza pri Angelusu

7. april 1968 NBC
Ko konj na poti stopi na Candyjevo roko, on in Joe odideta v Angelus po zdravnika. Ko prispeta, Joe vidi svojega prijatelja, Steva Regana, rudarja iz Angelusa. Steve pove Joeju, da so rudarji na njegov predlog stavkali; leseni podporniki v tunelih gnijejo. Joe mu ponudi dnevno plačo, da mu pomaga goniti divje konje, saj je Candyjeva roka poškodovana.
- S09E26 Sanje za sanje

14. april 1968 NBC
Alkoholizirani rančer, ki pije svojo grenkobo, dela življenje neznosno svoji ženi in otrokom. Hoss pomaga reformirati svojega prijatelja, hkrati pa prinaša srečo in stabilnost njegovi družini.
- S09E27 V obrambo časti

28. april 1968 NBC
Davey – osiroteli Yute inidjane , ki ga je Ben pomagal vzgojiti in je delal kot rančer na Ponderosi – se zaljubi v eno izmed svojih. Ljubosumje drugega Yuteja zaradi cvetočega razmerja in kasneje njegov umor ogrozita pogodbo med belim človekom (ki jo je Ben pomagal pogajati) in Yuteji.
- S09E28 Umreti v temi

5. maj 1968 NBC
Medtem. ko so drugi odsotni, Bena in Candyja star prijatelj Bena zvabi, da gresta nekam. "Prijatelj" ju ujame v globoko jamo. Vrne se, da jima da hrano, a kako dolgo se bo počutil "radodarnega"?
- S09E29 Stekleničar

12. maj 1968 NBC
Hoss je obtožen, da je moškega zabodel do smrti,"""in njegovo edino upanje na oprostilno sodbo je nekoč velik odvetnik, ki je zdaj brezupen pijanec.
- S09E30 Prihod Eddieja

19. maj 1968 NBC
Eddie McKay, sin roparja in morilca, ki ga je Hoss ubil pred nekaj leti v streljanju, se vrne v Virginia City, da bi začel znova. Hoss želi pomagati Eddieju, da se reformira in premaga svoje grenke občutke do Cartwrightov, vendar je to težka bitka. Stvari ne pomaga rančar, ki želi, da mu Eddie pomaga krasti s Ponderose.
- S09E31 Trdnjava

26. maj 1968 NBC
Joe in Candy prodata čredo bratoma Farrell v Arizoni, vendar sta plačana z ničvrednim bančnim nalogom. Vdova moškega, ki ga je ubil eden od bratov, jima pomaga dobiti denar nazaj in sovraštvo bratov drug do drugega je njuna poguba.
- S09E32 Ponos moškega

2. junij 1968 NBC
Joe nerad sprejme službo nadomestnega učitelja in se mora spopasti z dvema starejšima učencema, ki ne vidita smisla v izobraževanju.
- S09E33 Hud primer zakona

7. julij 1968 NBC
Netalentirana ciganka poskuša prepričati Cartwrightove, da financirajo njeno kariero operne pevke.
- S09E34 Odrska vrata Johnnies

28. julij 1968 NBC
Hoss in Joe tekmujeta za naklonjenost gostujoče zabavljačice Mademoiselle Denise, čeprav je bolj zaskrbljena za svojega malega psa Andreja kot za karkoli drugega.
- Sezona 10

- S10E01 Različni borovci, isti veter

15. september 1968 NBC
10. sezona se začne, ko Joe pomaga ovdoveli gorski ženski, samotarki, ki trpi zaradi resne okužbe, v boju za rešitev njene zemlje pred brezvestnim lesnim baronom.
- S10E02 Otrok

22. september 1968 NBC
Medtem ko je Hoss v oddaljenem mestu zaradi posla, je aretiran zaradi umora in ropa. Najbogatejši mož v mestu je bil pravkar ubit in meščani so manj zaskrbljeni zaradi pravice, temveč zaradi denarja starega moža. Prepričani so, da če bodo grozili Hossu, se bo zlomil in jim povedal, kam je skril bogastvo. Nekaj najboljših meščanov, vključno z županom, oblikuje linčarsko drhal, vendar Hossa obesijo le "delno". Toda ko kavboj Child Barnett vidi, da prihaja linčarska drhal, Hossa reši iz zapora in moška na begu skleneta prijateljstvo.
- S10E03 Pozdrav včerajšnjosti

29. september 1968 NBC
Med gonjo živine na zemlji Ponderose Cartwrightovi in Candy najdejo umirajočega konjeniškega častnika na poti. Z zadnjim dihom jih prosi, naj gredo pomagat njegovemu poveljniku, kapitanu Harrisu. Ko se povzpnejo na pobočje, vidijo kapitana Harrisa in njegove vojake, kako se borijo proti mehiškim banditom, ki poskušajo ukrasti štiri sode zlata, skrite v vojaški reševalni službi. Cartwrightovi in Candy se prebijeta med vojake in mehiške bandite v spektakularnem zasledovanju skozi majhno dolino in končata na visoki in skalnati vzpetini, kjer se skrijeta in pomagata vojakom.
- S10E04 Pravi ljudje iz Muddy Creeka

6. oktober 1968 NBC
Ben je zadolžen za hudega zapornika in od strahopetnih meščanov mesta, kjer ga zadržuje pred zakonom, ne dobi skoraj nobene pomoči.
- S10E05 Smrt kralja

13. oktober 1968 NBC
Sin rančarja, kateremu Cartwrightovi prodajajo nagrajenega bika, poskuša doseči, da bi bil njegov oče razglašen za duševno nesposobnega in ne bo dovolil, da bi mu kdo stal na poti.
- S10E06 Zadnji glas

20. oktober 1968 NBC
Hossova in Joejeva prepiranja ju pripeljejo do tega, da se postavita na nasprotni strani v županski tekmi v Virginia Cityju. Njuno goreče delovanje razdeli meščane Virginia Cityja na 2 frakciji, kar povzroča le prepire, pretepe in kaos v mestu.
- S10E07 Ujemi, kar lahko

27. oktober 1968 NBC
Prebivalci Tin Bucketa trdijo, da Cartwrightovi in Candy trgujejo z ukradenimi govejimi kožami. Medtem ko večina mesta obtožuje Joeja, Hossa in Candy različnih zločinov, se Ben sooča z najresnejšimi težavami, ko ugotovi, kdo je dejansko odgovoren za kraje kož.
- S10E08 Izgubljena deklica

3. november 1968 NBC
Razvajena 10-letna deklica po imenu Samantha, katere mati je Benova sestrična in je tretja sestrična Hossa in Little Joeja, pride na Ponderoso. Čeprav se izkaže za težavno, ima Ben (ki izsledi dekletovo mater) res polne roke dela, ko na Ponderoso pride njen dedek in zahteva skrbništvo.
- S10E09 Preživeli

10. november 1968 NBC
Bela ženska, ki so jo pred leti ugrabili Paiuti, se ponovno združi z možem, ki ni preveč zadovoljen, ko izve, da je rodila indijanskega otroka.
- S10E10 Zvok bobnov

17. november 1968 NBC
V tretjem in zadnjem delu o družini Rossi Georgio Rossi ne razume, zakaj ne more dovoliti Indijancem, ki so zapustili rezervat, da živijo na njegovi zemlji.
- S10E11 Kraljica visoko

1. december 1968 NBC
Joe in Candy v igri pokra osvojita mlin za žigosanje, a dejstvo, da ne vesta, kako ga upravljati, je najmanjša od njunih skrbi.
- S10E12 Človek onstran

8. december 1968 NBC
Vojaški izvidnik, ki ga je Ben nekoč poznal, pride na Ponderoso in prosi Bena, naj mu pomaga postaviti ranč za govedo v Mira Floresu v Mehiki.
- S10E13 Znak krivde

15. december 1968 NBC
Hop Sing pove Hossu in Candy, da lahko uporabita starodavno kitajsko umetnost prstnih odtisov, da dokažeta Joejevo nedolžnost umora.
- S10E14 Svet poln kanibalov

22. december 1968 NBC
Ben se strinja, da bo na Ponderosi skril vladnega pričo v primeru goljufije z zemljišči kot del programa za zaščito prič. Vendar je priča – ki je skupaj z osmimi moškimi storila različna kazniva dejanja v zvezi s primerom – v stalni nevarnosti, saj ga njegovi soobtoženci neusmiljeno izsledijo v poskusu, da bi ga utišali.
- S10E15 Sladka Annie Laurie

5. januar 1969 NBC
Hoss ponudi pomoč Annie Laurie, lepi mladi ženski, ki beži pred svojim nasilnim možem, poklicnim kriminalcem, ki je odločen obdržati svojo ženo pod nadzorom in potovati z njo po jugozahodu, kakorkoli lahko.
- S10E16 Moj prijatelj, moj sovražnik

12. januar 1969 NBC
Samo pričanje Indijanca, iskanega zaradi kraje konj, lahko Candy oprosti umora.
- S10E17 Gospa Wharton in manjše rase

19. januar 1969 NBC
Candy se odpravi pomagat živahni in starejši Britanki, da si povrne dragulje, ukradene v ropu kočije.
- S10E18 Erin

26. januar 1969 NBC
Sosed Cartwrightovih grozi Hossovi zaročenki Erin – lepi mladi ženski, ki so jo od otroštva vzgajali Indijanci – ko Ben dovoli Paiutom, da taborijo na zemlji Ponderose.
- S10E19 Družba pozabljenih mož

2. februar 1969 NBC
Upokojeni vojaški narednik, zagrenjen, ker od vlade ni nikoli prejel pokojnine, ugrabi nekdanjega prijatelja Candyja in ga prisili, da sodeluje pri drznem načrtu, da razstreli ameriško kovnico v Carson Cityju in zadrži zlato in srebro za odkupnino.
- S10E20 Klarion

9. februar 1969 NBC
Benova prijateljica se trudi ohraniti svoj časopis kljub nadlegovanju mestnega vplivneža Gunlocka, zato Ben, ne da bi ji povedal, kupi podjetje.
- S10E21 Dama in gorski lev

23. februar 1969 NBC
Sumljiv čarovnik s svojima hčerkama dvojčicama pride v Virginia City in tam je veliko zmede s hčerkama čarovnika, zmeda dvojčic!
- S10E22 Pet sveč

2. marec 1969 NBC
Tla sodišča v Virginia Cityju se zrušijo in Bena ujamejo v kleti s tremi drugimi ljudmi, od katerih je eden morda ali pa tudi ne kriv umora.
- S10E23 Želja

9. marec 1969 NBC
Hoss preživi svoje dvomesečne počitnice tako, da pomaga temnopolti družini urediti kmetijo in se spopada z rasizmom v sosednjem mestu.
- S10E24 Dezerter

16. marec 1969 NBC
Candy naleti na vojaka, ki beži pred obtožbami dezerterstva in z Joejevo pomočjo preprečita načrt prodaje hitrostrelnih pušk Indijancem.
- S10E25 Emily

23. marec 1969 NBC
Joe je šokiran, ko v Virginia Cityju vidi svojo nekdanjo zaročenko Emily Anderson. Spoznal jo je v Montereyu pet let prej in načrtovala sta poroko. Toda njen strogi oče je menil, da je Joe preveč divji, in je sežgal vsa Joejeva pisma, preden jih je Emily videla. Emily in Joe sta še vedno zaljubljena drug v drugega, vendar Emily prikladno pozabi povedati Joeju, da je zdaj Emily McPhail, žena namestnika maršala Wadea McPhaila. Wade je na nalogi z maršalom Calhounom, da pomaga varovati pošiljko denarja v vrednosti 40.000 dolarjev. Emily pove Wadeu, da morata takoj zapustiti Virginia City, saj bi Joejeva prisotnost lahko motila njun zakon, vendar on noče oditi. Najde Joeja in Emily, kako se objemata in se z Joejem zaplete v divji boj, pri čemer ga skoraj ubije s pištolo. To je prvič, da Joe sliši za Emilyjin zakon. To nikakor ni konec njenih laži, zaradi katerih je Joe na koncu ustreljen in skoraj obtožen umora.
- S10E26 Tekač

30. marec 1969 NBC
Joe in Candy odpotujeta v Butlerville in izvesta, da eden od Benovih najbližjih prijateljev izganja nove naseljence, ki jih ima za skvoterje. Candyjeva stara bivša ljubezen je poročena z Jessom Parkerjem, ki je v preteklosti vedno videl Candyja kot tekmeca, vendar so se stvari spremenile pri obeh moških in Jessovi ženi Barbari. Cal Butler je pravi problem: ne bo se ustavil pred ničemer, da bi Parkerja preprečil pričati živega.
- S10E27 Nezaželeni

6. april 1969 NBC
Hči maršala, ki se počuti neljubljeno, pobegne z delavcem s Ponderose, za katerega njen oče misli, da je morda povezan z moškim, ki ga je ustrelil.
- S10E28 Ne govori zla

20. april 1969 NBC
Coley Clayborn, ki je vedno mislil, da sta ga mati in oče zapustila, misli, da se je vrnila v Virginia City le zaradi rudnika zlata, ki ga je podedoval.
- S10E29 Ograja

27. april 1969 NBC
Medtem ko Ben in Hoss obiščeta starega prijatelja, da bi se pogajala o nakupu rudnika, prispejo nekdanji konfederacijski vojaki, ki se želijo maščevati Cartwrightovemu prijatelju za stradanje vojnih ujetnikov med državljansko vojno.
- S10E30 Vožnja v soncu

11. maj 1969 NBC
Par prevarantov prevara Bena za skoraj 10.000 dolarjev, potem ko prepričata patriarha Cartwrightov, da sklene posel za nakup njegove živine. Brat in sestra ustrelita Bena, oropata banko v Virginia Cityju in pobegneta, pri čemer jima je Little Joe tesno za petami.
- Sezona 11

- S11E01 Še en mlin na veter

14. september 1969 NBC
Anglež s strastjo do izzivanja smešnih zakonov se pojavi na Ponderosi, kjer se pase v čolnu za veslanje po kopnem, nameščenem na vozu.
- S11E02 Priča

21. september 1969 NBC
Mlada ženska, Jenny Winters, ki je nagnjena k pripovedovanju visokih zgodb, trdi, da je bila priča, kako je tolpa Logan oropala poštno kočijo. Cartwrightovi jo skrijejo na Ponderosi, vendar je to le začetek tega, kar se bo Jenny naučila iz pripovedovanja visokih zgodb.
- S11E03 Tišina v Stillwaterju

28. september 1969 NBC
Mlad fant pozitivno identificira Candyja kot moškega, ki ga iščejo v Stillwaterju zaradi ropa, požiga in umora.
- S11E04 Usoda pravnika ni srečna

5. oktober 1969 NBC
Ko je poklican pričati v primeru gozdnega morskega psa zunaj mesta, Roy rekrutira Hossa, da začasno služi kot šerif. Hoss hitro ugotovi, da ima polne roke dela z nejevoljnim ženinom, ki načrtuje rop, da bi bil manj privlačen svoji samozavestni zaročenki; in vztrajnim prodajalcem, ki želi prodati delnice za letovišče na območju Virginia Cityja. Bo Virginia City kdaj spet enak?
- S11E05 Anatomija linča

12. oktober 1969 NBC
Will Griner je oproščen umora, kar razburi prebivalce Virginia Cityja. Menijo, da je Griner utišal priče in so ga pripravljeni linčati. Ben si prizadeva ponovno odpreti primer tako, da ugotovi resnico o primeru, preden bo prepozno.
- S11E06 Ustaviti vojno

19. oktober 1969 NBC
Dan Logan, nekdanji vojaški izvidnik in pravnik, ki dela za Cartwrightove, ima polne roke dela z roparji, vojno na pašnikih in nekdanjo prostitutko, katere predanost je vprašljiva.
- S11E07 Medalja

26. oktober 1969 NBC
Ben pomaga obubožanemu vojnemu veteranu, Matthewu Rushu, ki je prejel kongresno medaljo časti.
- S11E08 Zalezovalec

2. november 1969 NBC
Candy pomaga vdovi moškega, ki ga je ustrelil in ubil v samoobrambi, ne da bi vedel, da ona načrtuje maščevanje proti njemu.
- S11E09 Meena

16. november 1969 NBC
Little Joe in Candy branita Meeno Calhoun in njenega trdega očeta, Luka,pred konjerejci. Pri tem Joe pomaga Meeni postati samozavestna in se postaviti zase.
- S11E10 Temnejša senca

23. november 1969 NBC
Trgovec v Virginiji City se odloči izkoristiti paralizirajočo občutljivost svojega sodelavca na močno svetlobo.
- S11E11 Mrtvo narobe

7. december 1969 NBC
Medtem ko je v Sunvillu zaradi posla za Ponderoso, mestni pripovedovalec zgodb, Salty – ki ima talent za močno pretiravanje svojih zgodb – identificira Hossa in Candyja kot razbojnika Big Jacka (Hoss) in Sida (Candy). Po frustrirajočem poskusu prepričevanja Saltyja o njunih pravih identitetah, ga Candy in Hoss prepričata, da pomaga uprizoriti smrt "Big Jacka" v strelskem obračunu, ne da bi vedela, da sta pravi Big Jack in Sid v Sunvillu in nameravata izkoristiti motnjo meščanov za rop banke.
- S11E12 Stari prijatelji

14. december 1969 NBC
Ben je žalosten, ko izve, da sta po 27 letih dva njegova najstarejša prijatelja na nasprotnih straneh zakona. Charlie Shepard je nekoč delal na rudarskem zahtevku z Benom, skupaj z Jessom Waddellom, zdaj lovcem na glave, in se ne bo ustavil pred ničemer, da bi ubil Charlieja, ne glede na to, kaj ga kdo poskuša prepričati, da stori drugače.
- S11E13 Vrnitev Abnerja Willoughbyja

21. december 1969 NBC
Joe se strinja, da bo pomagal moškemu, ki mu je poskušal ukrasti konja, Abnerju Willoughbyju, ki se je vrnil, da bi zahteval škatlo zlata, ki jo je skril pred leti, preden je odšel na morje.
- S11E14 Svet je majhen

4. januar 1970 NBC
Predsodkovni bankir iz Virginije City zavrne Benovo priporočilo nedavnega vdovca (z dojenčico, ki jo mora vzgajati) za delovno mesto bančnega uslužbenca, ker je pritlikavec. Pritlikavec, nekdanji cirkuški izvajalec, ukrade denar iz banke, da bi preživljal svojo hčerko.
- S11E15 Nevarna cesta

11. januar 1970 NBC
Ben mora prepeljati tri tramove, dolge 30 čevljev, in Cambeau Freight Company tega ne bo storila. Nov, neodvisen prevoznik tovora je morda rešitev. Vendar, ko Ben sreča Gunnyja, mu ukaže, naj zapusti Ponderoso. Ben in Gunny sta skupaj služila v mehiški vojni in izbrala nasprotni strani. Ben odloži svoje razlike z Gunnyjem in mu pomaga pridobiti vladno pogodbo od Cambeau Freight Company.
- S11E16 Veliki dobitek

18. januar 1970 NBC
Candy je podedoval bogastvo od Indijanca, ki mu je pomagal. Zapusti službo na Ponderosi in postane podpredsednik pri promotorju zemljišč, ki prodaja lepo, rodovitno zemljo. Ko se odkrije, da promotor zemljišč prodaja neplodno puščavsko zemljo, se Candy in Cartwrightovi odpravijo razkrinkati promotorja zemljišč kot prevaranta.
- S11E17 Težave z Amy

25. januar 1970 NBC
Ben priskoči na pomoč Amy Wilder, ekscentrični ljubiteljici živali, katere duševna sposobnost je vprašljiva, ko sosed izrazi zanimanje za njeno zemljo za rudarjenje. Sosed zaprosi sodišče za zaslišanje, da bi Amy razglasili za senilno, da bi lahko pridobil njeno zemljo, kar sproži Benovo tekmo s časom, da izsledi Amyjine sorodnike, da bi branili njeno duševno stanje.
- S11E18 Dama in tarča

1. februar 1970 NBC
Nov bogat uslužbenec Ponderose s slabostjo do žensk postane tarča prevarantov.
- S11E19 Je tukaj kakšen moški?

8. februar 1970 NBC
Ko mu hči prijatelja izpove ljubezen, Ben trpi, kaj naj stori.
- S11E20 Zakon in Billy Burgess

15. februar 1970 NBC
Ben resno dvomi, da je jezen mladenič zagrešil več umorov, ki jih je priznal.
- S11E21 Dolga pot do Ogdena

22. februar 1970 NBC
Ben tvega prihodnost Ponderose, ko prepričljiv mesar iz Chicaga, se odpravi uničiti lokalno govedorejsko industrijo.
- S11E22 Ponovni nastop

1. marec 1970 NBC
Na poti v San Francisco, igralka Lotta Crabtree prispe v Virginijo City na poseben nastop. Hoss je očaran nad lepo igralko, kar naredi njenega glavnega igralca ljubosumnega. Ko je ubit med nastopom, sta Lotta in nato Hoss osumljena smrti. Na Benu je, da stvari uredi.
- S11E23 Zlati rudnik

8. marec 1970 NBC
Dva potepuha prideta na Ponderoso in poskušata oropati Cartwrightove, vendar ju odženejo. Joe se zbliža z mladim Mehičanom Ramonom, ki je z njima. Ko se malo spreta, Ramona vržeta ven. Potepuha nato odkrijeta, da je Ramon našel zlato. Ramon se vrne na Ponderoso in je dobrodošel. Cartwrightovi izvedo, da je Ramonov oče, ki je moral skrbeti za svojo veliko družino, prodal sina obema moškima. Potepuha zgrabita Ramona in ga prisilita, da jima pove, kje je našel zlato. Ravno se nameravata polastiti najdbe, ko ju Cartwrightovi ustavijo in pustijo Ramonu, da si zlato lasti. Ramon se nato s svojim bogastvom vrne v Mehiko.
- S11E24 Odločitev v Los Roblesu

22. marec 1970 NBC
Ben in Joe se ustavita v Los Roblesu na nekaj piv in nočni počitek. Ben vidi mestnega šefa, Johna Walkerja, kako ustrahuje natakarico v salonu, in ji priskoči na pomoč. Ko Ben stopi iz salona, ga Walker ustreli v hrbet. Ben, hudo ranjen, ustreli nazaj in ubije Walkerja, tik preden pade v nezavest. Medtem ko Joe bdi ob Benovi postelji, mu duhovnik pove, da sta Los Robles vedno nesporno vladala John Walker in njegov sin Jed. Zdaj bo Jed zagotovo želel maščevanje. Seveda, pove Joeju, da če mu Bena ne izroči v 24 urah, bo ubil vsakega državljana v Los Roblesu, enega na uro. Da bi zadeve še bolj zapletel, Walkerjev predstojnik, Garth, namerno pove Jedu, da je Ben ustrelil njegovega očeta v hrbet, v upanju, da bo Joe ubil Walkerja, da bo lahko vodil Walkerjev ranč. Ko Joe poskuša mobilizirati nekaj državljanov, da bi se borili proti Walkerju in njegovi vojski mož, najde mesto polno strahopetcev. Največji strahopetec od vseh je zdravnik. Namerno je pustil kroglo v Benovem hrbtu, v upanju, da bo umrl v 24 urah. Jed in Garth naredita končne načrte, da razstrelita Los Robles z dinamitom, razen če jima Joe preda Bena.
- S11E25 Pozor, prehod velikonočnega zajčka

29. marec 1970 NBC
"Prihaja Hoss Cottontail, poskakuje po zajčji poti..." To so verjetno mislili prebivalci Virginia Cityja, ko je kvekerka prepričala neradnega Hossa, da se obleče v velikonočnega zajčka za otroke sirotišnice. Med poskakovanjem in čakanjem na veliko noč se Hoss, oblečen v kostum velikonočnega zajčka, spopade s skupino nesposobnih razbojnikov, ki pri poskusih ropa poštnih kočij zagrešijo komedijo napak.
- S11E26 Trgovci s konji

5. april 1970 NBC
V tej drugi epizodi, v kateri nastopata Meena Calhoun in njen oče, so Hoss in Joejevi načrti za prodajo konj iz mestnih hlevov onemogočeni. Virgil in njegova dva brata se prav tako lotita hlevskega posla, kar povzroči težave Hossu in Joeju.
- S11E27 Za kaj so partnerji?

12. april 1970 NBC
Hoss sreča dva moška. Z njima vzpostavi dober odnos in povesta mu, da nameravata oropati banko v mestu, kamor gresta. Hoss ju poskuša ustaviti, vendar mu ne uspe. Hoss se odloči oditi v mesto, da bi opozoril šerifa, vendar je prepozno. Šerif nato aretira Hossa.
- S11E28 Zadeva okoliščin

19. april 1970 NBC
Mali Joe ostane na Ponderosi, da bi skrbel za njeno delovanje, medtem ko Ben, Hoss, Candy in Hop Sing odidejo na gonjenje živine, ki odidejo, ko se približuje hudo neurje. Joe gre v hlev, da bi pomiril konja, ki ga je prestrašilo grmenje in bliskanje. Toda ravno ko se zdi, da se je konj umiril, konj podivja, podre Joeja in mu zdrobi levo roko ter zlomi nogo. Joe prihaja in odhaja iz zavesti in – po boju proti močnemu dežju in vetru, da bi prišel v hišo – si oskrbi rane. Vendar se roka okuži in Joe, ki se boji, da se je razvila gangrena, razmišlja, ali naj rano amputira.
- Sezona 12

- S12E01 Noč, ko je umrl Virginia City

13. september 1970 NBC
V premieri 12. sezone vrsto uničujočih požarov prizadene Virginia City, in to vedno pozno ponoči. Je to delo neusmiljenega požigalca ali nekoga, ki je zelo blizu namestniku Clemu?*S12E02 Zadeva vere
20. september 1970 NBC
Dusty sprejme osirotelega Jamieja Hunterja, sina nedavno preminulega priklicovalca dežja. Jamie je odločen nadaljevati očetovo tradicijo z uporabo suše prizadete Virginije City, da bi dokazal svoje talente.
- S12E03 Utrujeni Willies

27. september 1970 NBC
Utrujeni Willies so hipijem podobni nekdanji veterani državljanske vojne, ki so zdaj potepuhi in živijo od zemlje. Kljub protestom drugih rančarjev in prebivalcev Virginije City Ben dovoli potujoči skupini, da ostane na Ponderosi. Prave težave se začnejo, ko je posiljena najstnica in so za to krivi Willies.
- S12E04 Voz

4. oktober 1970 NBC
Potem ko ga šerif, ki mu je vseeno, ali je kriv ali nedolžen, vzame v pripor, Hoss pobegne iz zaporniškega voza z žensko, za katero je prepričan, da je bila krivično obravnavana.
- S12E05 Moč življenja in smrti

11. oktober 1970 NBC
Moški po imenu Davis je ustrelil polkovnika Claytona in pobegnil na konju. Joe in Ben se pridružita zasledovalni skupini, ki se odpravi iskat Davisa. Ben in Joe se prostovoljno javita, da prečkata puščavo. Ben in Joe najdeta Davisa, ki se skriva pri vodnem viru, ko napadejo Indijanci in Ben je ranjen v nogo, ter ukradejo konje. Joe odveže Davisa, ki oskrbi ranjenega Bena, ki je sumljiv, da bo Davis poskušal pobegniti. Po igri mačke in miši Ben in Davis dosežeta dogovor: preživetje. Joe se odloči prečkati puščavo peš, medtem ko sta Ben in Davis pri vodnem viru, oba moška potrebujeta zdravniško pomoč in pravico.
- S12E06 Gideon, dobri

18. oktober 1970 NBC
Na poti Joe priča, kako ženska ubije moškega, vendar ženska odjezdi, preden jo lahko zanesljivo identificira. Odjezdi v najbližje mesto, Black River, in prijavi zločin šerifu Gideonu Yatesu, in oba odjahata iskat sledi. Najdeta robček, izvezen s črko "L". Šerif Yates ve, kdo je morilec, njegova žena Lydia. Poročila se je z njim, preden je dobila zakonito ločitev od svojega prvega moža, Loomisa, in ga ubila, da bi ga utišala. Gideon poskuša prepričati Joeja, naj zapusti mesto, vendar Joe prepozna Lydijino sliko v fotografovem oknu. Ko Joe noče oditi, ga Gideon poskuša hladnokrvno ustreliti in ukaže lov nanj. Joejevo edino upanje je mehiški hlapec, ki je videl Gideona, kako ga je ustrelil, in na koncu imata Joe in Gideon enega najbolj nepozabnih spopadov v zgodovini serije.
- S12E07 Težave s težavami

25. oktober 1970 NBC
Ko se Hoss prostovoljno javi za šerifa mesta, imenovanega Trouble, kmalu ugotovi, da je bilo mesto pravilno poimenovano. Hossu skoraj uspe aretirati celo mesto in sam ujame tolpo Clanton.
- S12E08 Thorntonov račun

1. november 1970 NBC
Benov novi konj ga vrže po strmem pobočju in mu poškoduje hrbet. Joe poskuša zbrati pomoč, vendar naseljenci v dolini živijo v strahu pred zvijačnim lastnikom in njegovimi najetimi pomočniki. Joe gre po pomoč k moškemu po imenu Thornton, vendar ga ranijo nizkotni kavboji in nima druge izbire, kot da jih prosi za pomoč. Zelo domiselne in vizualno ustvarjalne sanje, ki jih ima Ben, ko ga Joe kliče in pade poleg njega, preden se zbudi in spozna, da je imel pravkar grozljivo nočno moro.
- S12E09 Ljubezenski otrok

8. november 1970 NBC
Umrla ženska in njen sin sta zavrnjena s strani njenega očeta, ker je imela otroka zunaj zakona.
- S12E10 El Jefe

15. november 1970 NBC
Ben in Hoss priskočita na pomoč mehiškim kmetom, ki jih pohlepni lastnik rudnika, ki vodi mesto Prince River, prisili, da zapustijo svojo zemljo.
- S12E11 Sreča Pepperja Shannona

22. november 1970 NBC
Pepper Shannon je junak in razbojnik iz poceni romanov. Ben da službo Pepperju Shannonu pod pogojem, da se nekdanji razbojnik drži stran od Jamieja, ki ga slučajno občuduje.
- S12E12 Prevaranti

13. december 1970 NBC
Hoss in Joe se pretvarjata, da sta partnerja roparjev kočij, da bi povrnila ukradeni denar Cartwrightovih. Vse gre dobro, dokler se ne pojavi žena enega od tatov.
- S12E13 Pošteni John

20. december,"""1970 NBC
Jamie se poveže z brezdomcem in njegovo udomačeno vrano. Kmalu Jamie predlaga, da popravita star voz in zapustita Ponderoso.
- S12E14 Za mlado damo

27. december 1970 NBC
Dekličin stric in teta želita skrbništvo nad njo samo zato, ker verjameta, da ima pravice do rudnika svojega pokojnega dedka.
- S12E15 Samski romar

3. januar 1971 NBC
Naseljenci iz Virginije se prepirajo o Hossu usodi, potem ko ga eden od njih po nesreči ustreli.
- S12E16 Zlata puška

10. januar 1971 NBC
Negotov Jamie ni prepričan o svojem mestu v družini, težko se prilagaja v novi šoli in ga nenehno nadleguje nasilnež. Ko vzame Benovo dragoceno zlato puško in jo zlomi, pobegne, Ben pa ga gre iskat.
- S12E17 Glavni delavec

17. januar 1971 NBC
Cartwrightovi se bodo z drugimi rančerji lotili velikega pogona goveda. Odločeno je bilo, da bo Benov nadzornik vodja pogona. Weatherby, kolega rančer, ki je tudi z Benom, se je strinjal, da bo Kelly vodja pogona, dokler ne ugotovi, da je bil Kelly že prej z njim na pogonu goveda in ga je odpustil zaradi pitja. Weatherby tudi predlaga, da njegovo mlajši pastir prevzame delo vodje pogona, in začne se konflikt med Benovim nadzornikom in Weatherbyjevim pastirjem.
- S12E18 Krov asov

31. januar 1971 NBC
Bradley Meredith, podoben Benu Cartwrightu, povzroča težave, ko proda zemljo železnici. Ben je že zavrnil posel, vendar Meredith, ki deluje kot Ben, sprejme posel, kar povzroči vse vrste težav.
- S12E19 Desperado

7. februar 1971 NBC
Hoss je ujetnik pobeglega črnega para, ki prizna, da sovražita belce in nimata ničesar izgubiti, če jih ubijeta.
- S12E20 Nejevoljni Američan

14. februar 1971 NBC
Angleški par pride v Nevado, da bi ugotovil, zakaj je ranč v lasti britanske investicijske družbe edino podjetje, ki ne kaže dobička.
- S12E21 Senca junaka

21. februar 1971 NBC
Ben je šokiran, ko izve, da vojaški general, ki ga podpira za guvernerja, zagovarja politiko genocida nad vsemi Indijanci.
- S12E22 Tihi morilec

28. februar 1971 NBC
Epidemija gripe prizadene Ponderoso in edina oseba, ki se zdi prepričana, kaj storiti, je žena zdravnika, za katero Doc Martin pravi, da je prevarantka.
- S12E23 Teror ob 2:00

7. marec 1971 NBC
Rasist in njegovi pomočniki ukradejo Gatlingovo puško, s katero nameravajo pobiti vse – vključno s Cartwrightovimi – vpletene v podpis mirovne pogodbe med ameriško vojsko in Paituesi v Virginia Cityju. Mož upa, da bo tragedija sprožila novo vojno in sčasoma privedla do genocida nad vsemi domorodnimi Američani.
- S12E24 Tišina znotraj

14. marec 1971 NBC
Joe, oslepljen zaradi eksplozije, se utaplja v samopomilovanju in se sprva upira prizadevanjem ženske, ki ga poskuša naučiti živeti brez vida, ne da bi vedel, da je tudi ona slepa.
- S12E25 Čas za smrt

21. marec 1971 NBC
Med obiskom Ponderose Bena prijateljico, April Christopher, ugrizne besen volk. Ben, April in njena hči se morajo sprijazniti z njeno boleznijo, saj vsi spoznajo strašno usodo, ki čaka April.
- S12E26 Zimski uboj

28. marec 1971 NBC
Nadzornik sosednjega ranča ustreli posebnega vola, ki pripada Cartwrightovim, in njegov spletkarski šef načrtuje, kako nepošteno izkoristiti napako.
- S12E27 Kraljestvo strahu

4. april 1971 NBC
Ben, Hoss in Joe, skupaj s Candyjem in kolegom rančerjem, so zaprti zaradi lažnih obtožb o vdoru s strani pohlepnega rudarskega tajkuna. Despot vodi rudnik zlata (tj. tanko prikrito zaporniško taborišče) in pridobiva suženjsko delo z vlaganjem lažnih kazenskih obtožb proti nesrečnim zapornikom.
- S12E28 Potres, imenovan Callahan

11. april 1971 NBC
Edina oseba, ki lahko Dustyja spravi iz zapora, je profesionalni borec, ki se ne bo vrnil v Virginia City, zato Joe ostane na moških petah, ne glede na to, kam gre.
- Sezona 13

- S13E01 Veliki zamah

19. september,"""1971 NBC
Jamie namerno ne uboga Benovega ukaza, naj ne vozi tovornih vozov. Med njegovo nepremišljenostjo voz na ostrem ovinku uide nadzoru in se razbije. Nihče ni poškodovan, vendar je treba hudo poškodovanega konja uspavati. V strahu pred kaznijo se Jamie odloči pobegniti, dokler se Ben ne odloči, da ga bo popeljal na ogled Ponderose, in sicer, da bi videl, kako drugi ravnajo s svojimi napakami na pozitiven in negativen način.
- S13E02 Padla ženska

26. september 1971 NBC
Alkoholizirana ženska se znesne nad Hossom, potem ko je njeno pričanje poslalo njenega moža v zapor. Maščuje se mu tako, da velikana prisili, da prevzame skrbništvo nad njenim mladim sinom Peteyjem. Hoss se mora odločiti, ali bo sodišče prosil za posvojitev ali pomagal materi pri njenem alkoholizmu.
- S13E03 Zaseda

3. oktober 1971 NBC
Joe je ustreljen in ranjen med gonjenjem živine v nevadski puščavi. Najdeta ga dva rančarja, ki je blazen od žeje in vročine, in ga odpeljeta domov, da si opomore. Medtem ko rančarja pokličeta zdravnika, se Joe bori za življenje, nerazumljivo mrmra in ima nadrealistične nočne more o šotoru in kolesu voza. Ben in Hoss poskušata razvozlati Joejevo bluzenje, da bi sestavila, kaj se je zgodilo.
- S13E04 Uspavanka, Hoss

10. oktober 1971 NBC
Hoss postane sodnik na tekmovanju - mora izbrati popolnega/najlepšega dojenčka. Starši dojenčkov skoraj vsi poskušajo vplivati na Hossa, zato se težko odloči. Obstaja en precej smešen del (čeprav čuden).
- S13E05 Zaporniki

17. oktober 1971 NBC
Joe se prostovoljno javi, da bi pomagal staremu šerifu pospremiti prebrisanega razbojnika v zapor, a ko njun zapornik ubije šerifa in rani Joeja, se mora naloge lotiti sam.
- S13E06 Cassie

24. oktober 1971 NBC
Da bi pomagal nesrečni ženi in hčerki lenega sanjača, Hoss priredi "prikrito" konjsko dirko.
- S13E07 Ne jokaj, moj sin

31. oktober 1971 NBC
Žena novega zdravnika v Virginia Cityju ga zapusti, potem ko njun sin umre med porodom. Zdravnik se zlomi in ugrabi dojenčka druge ženske.
- S13E08 Obraz strahu

14. november 1971 NBC
Neta, najstnica, ki je Jamiejeva prijateljica, je priča napadu in ropu. Žrtev - gospod Trumbull, moški, ki bo podedoval bogastvo - umre. Krivca, potepuha po imenu Griff Bannon, Neta zagleda in po pobegu s kraja dogodka načrtuje, da bo prevzel identiteto svoje žrtve in zalezoval pričo. Njen oče medtem ni v pomoč, saj jo vzgaja po "tradicionalnih vrednotah" in ji prepoveduje druženje s Cartwrighti. Medtem se prevarant - zdaj dela za Cartwrighte - začne slediti vsakemu Netinemu gibu in načrtuje, da jo bo utišal, razen če zbere pogum, da Jamieju in drugim pove o zločinu, ki mu je bila priča, in identificira zlobneža.
- S13E09 Slepa slutnja

21. november 1971 NBC
Veteran, oslepljen v zadnji bitki državljanske vojne, se vrne v Virginia City, da bi razrešil skrivnost, kdo je ubil njegovega brata.
- S13E10 Železni metulj

28. november 1971 NBC
Hoss prevzame krivdo, ko gostujoča igralka ubije svojega nekdanjega fanta. Oče nekdanjega fanta, senator, se v maščevanje za uboj svojega sina odloči uničiti Cartwrighte in Ponderoso.
- S13E11 Čegljasta brigada

5. december 1971 NBC
Jamieja in tri najstnike - dekle in dva fanta - ugrabi Doyle, okoreli kriminalec, ki nima ničesar izgubiti, in njegova tolpa razbojnikov. Obupani razbojniki uporabijo mladostnike kot pogajalsko orodje, da bi pobegnili iz zapora.
- S13E12 Kar pride zlahka, zlahka gre

12. december 1971 NBC
Ko Luke Calhoun izgubi ves denar v borzni shemi, on in njegova hči Meena ostaneta na Ponderosi z motečimi posledicami. Luke spremeni ranč v igralnico, Meena pa nadaljuje svoje mrzlično iskanje moža, kjer je končala v enajsti sezoni "Meena".
- S13E13 Dom za Jamieja

19. december 1971 NBC
Ravno ko Ben začne uradno posvojiti Jamieja, se pojavi njegov dedek, da bi ga odpeljal. Ben gospodu reče: "Je mlad moški s koreninami v tleh Ponderose."To je življenje, ki ga pozna, življenje, ki ga ljubi, življenje, ki ga hoče.
- S13E14 Warbonnet

26. december 1971 NBC
Joe obtiči v puščavi, ko njegova kobila pade in si zlomi nogo. Od izčrpanosti in pomanjkanja vode izgubi zavest in ga skoraj mrtvega najde Paiute po imenu Swift Eagle. Toda namesto da bi rešil Joeja, Swift Eagle ukrade njegovo pištolo in se vrne v rezervat. Njegov ded, poglavar Red Cloud, najde pištolo in vztraja, da jo vrnejo in pomagajo lastniku. Red Cloud skrbi za Joeja, dokler si ne povrne moči, nato pa Swift Eaglu ukaže, naj Joeja odpelje v mesto. V mestu Joe sreča najmočnejšega moža tam, Franka Ryana, ki Joeja zasuje z gostoljubnostjo. Joe se čuti dolžnega tako Red Cloudu za rešitev življenja kot Franku Ryanu za izkazano gostoljubnost v neznanem mestu. Ko torej Red Cloud izzove Franka na boj na smrt, Joe obupano poskuša ohraniti mir. Razlog za boj? Pred petnajstimi leti je Frank vzel Red Cloudov vojni naglavni okras in ga od takrat ponosno razstavlja na steni v svojem salonu. Red Cloud, zdaj star mož, mora povrniti svojo čast, preden umre.
- S13E15 The Lonely Man

2. januar 1972 NBC
Med iskanjem zlata na počitnicah Hop Sing sreča in se zaljubi v sramežljivo žensko. Njuni načrti za prihodnost se razblinijo, ko sodnik potrdi, kar je Ben povedal Hop Singu: zakon izrecno prepoveduje medrasne poroke.
- S13E16 Second Sight

9. januar 1972 NBC
Hoss prosi za pomoč Judith Coleman, žensko s sposobnostjo jasnovidnosti, ki ima dar "drugega vida", da bi našla Jamieja. Ta je pogrešan v visokogorju in ga nihče ne najde. Judithine nadarjene psihične sposobnosti so imele dolgo zgodovino, ko so jo moški zavračali kot čarovnico, zato sprva neradi pomaga Cartwrightom iskati Jamieja, nato pa si premisli, saj jim je veliko dolžna. Njen zaročenec, Jess Avery, ki je minister, ne gleda z naklonjenostjo na njene sposobnosti in morda se bo soočila s posledicami izgube, če ne najde Jamieja. Hoss prvič imenuje Jamieja svoj "mali brat".
- S13E17 The Saddle Stiff

16. januar 1972 NBC
Odpuščeni rančer, Cactus, predlaga, da je Ben prestar, da bi opravljal pravo delovno tedensko delo, in izzove Bena, da sprejme službo rančerja pod imenom "Ben Brown". Sprejme službo, da bi dokazal, da je boljši od Cactusa.
- S13E18 Frenzy

30. januar 1972 NBC
Ben pomaga mladi družini, Kosovom (Nick; njegova žena, Anna; in njegov sin, Sandor), ki so se nedavno priselili iz Srbije. Nick kmalu ugotovi, da ne zmore pritiska, potrebnega za uspeh v Ameriki, in nekega večera, ko je Ben na obisku, se mu zmeša. Podivja, ujame Bena (ki se poškoduje) ter prestrašena Anno in Sandorja v njunem domu. Ben mora storiti vse, kar je v njegovi moči, da zadrži Nicka in poskuša razumno govoriti z duševno bolnim rančerjem.
- S13E19 Customs of the Country

6. februar 1972 NBC
Vse o obisku Joeja in Hossa v majhnem mehiškem mestu Agua Santos, ki ima očitno nekaj precej nenavadnih zakonov. Fantje Cartwright se kmalu znajdejo v precejšnjih težavah zaradi kršenja "zakonov", ki bi v ZDA komajda ostali neopaženi.
- S13E20 Shanklin

13. februar 1972 NBC
Skupina nekdanjih konfederacijskih vojakov zahteva 10.000 dolarjev od Bena. Ko se Hoss upre njihovim zahtevam in se poskuša boriti z njimi, njihov vodja, Shanklin, ustreli Hossa v trebuh. Hoss se bliža smrti, in ko zdravnik ne more dokončati operacije, skoraj neutešljiv Ben prepriča Shanklina (samozavestnega, sposobnega zdravnika), da reši življenje njegovega sina. Medtem Jamie – ki je bil priča streljanju in je bil sam skoraj ustreljen – visoko in nizko išče Joeja, ki je vpleten v razmerje z lepo zvezdnico in se intenzivno osredotoča na poker igro.
- S13E21 Iskanje v Limbu

20. februar 1972 NBC
Sid Langley je nepremičninski posrednik, ki v Nevadi ni priljubljen, zahvaljujoč njegovim sumljivim poslovnim praksam. Razdražljivi Ben je komaj vljuden z Langleyjem pri zaključevanju zemljiške transakcije. Vendar se stvari kmalu poslabšajo od glavobola in zamegljenega vida, ki ju Ben trpi, ko izve, da je Langleyja kritično ranil neznani napadalec. Ben, ki se nekako ne spomni zadnjih 24 ur, se boji, da je bil morda strelec, in poskuša rekonstruirati dejavnosti prejšnjega dne, da bi dokazal svojo nedolžnost.
- S13E22 Star je bil le sedem

5. marec 1972 NBC
7-letni fant je ubit, potem ko med ropom neusmiljene tolpe Springer vstopi v banko. Joe in Jamie pomagata jezno žalujočemu dedku fanta izslediti Springerja.
- S13E23 Mlajši brat mlajših bratov

12. marec 1972 NBC
Komedična zgodba o zamenjavi identitete, saj so Hossa (in sčasoma Bena in Joeja) pridržali v zvezi z vrsto ropov cestnih tolp, ki so jih izvedli nerodni bratje Younger.
- S13E24 Kraj za skrivanje

19. marec 1972 NBC
Cartwrightovi so ponovno vpleteni v sredino državljanske vojne. Tokrat žena nekdanjega polkovnika državljanske vojne Codyja Ransoma pripelje svojo mlado hčer na Ponderoso, da bi poskušala sestaviti koščke njunih življenj. Vendar Ben kmalu izve, da polkovnik Ransom morda poskuša poiskati svojo družino. Vendar pa major Unije Donahue že vrsto let po koncu vojne preganja Ransoma in njegove može ter je zavrnil sprejetje kakršnih koli pogojev predaje – še posebej, ker Donahue zajetje Ransoma šteje za osebno zadevo.
- S13E25 Obisk Uprighta

26. marec 1972 NBC
Benova sposobnost sklenitve donosne pogodbe o živini z opazno vdovo je odvisna od prodaje propadajočega salona v Uprightu, ki sta ga Hoss in Joe impulzivno kupila. Vendar fantje odložijo prodajo, ko mestni pijanec (ki deluje kot "salonski oskrbnik") vztraja, da bi se v razpadajočem salonu Trails End lahko skrivalo bogastvo. Stvari se še bolj zapletejo, ko ženska, ki trdi, da je hči pokojnega nekdanjega lastnika, načrtuje, da bo Trails End spremenila v cvetoč salon, hotel in restavracijo.
- S13E26 En as preveč

2. april 1972 NBC
Neusmiljeni zemljiški baron Bradley Meredith (Lorne Greene v dvojni vlogi) se vrne v Virginijo City z novim načrtom, da bi prevzel nadzor nad Ponderoso. Izve, da so Cartwrightovi na poti z govedom v Carson City, in izkoristi njihovo odsotnost, ko "Ben" trdi, da je resno bolan, in začne svoje posesti prepisovati na prijatelje.
- Sezona 14

- S14E01 Za vedno (1)

12. september 1972 NBC
Mali Joe je končno našel pravo ljubezen - lepo Alice Harper. Imata čudovito dvorjenje in zelo kmalu sta zaročena. Za razliko od preteklih razmerij, ki so jih imeli bratje Cartwright, tokrat Joe pride do oltarja. Vse se zdi dobro, ko Joe in Alice začneta novo življenje skupaj v svojem novem domu ... dokler nekega dne Joe ni zunaj. Alicin leni brat dolguje denar neusmiljenemu poslovnežu in še ni plačal, zato namesto tega najdejo Alice. Ko ne more plačati dolga, jo brutalno ubijejo in požgejo Joejevo hišo.
- S14E02 Za vedno (2)

12. september 1972 NBC
Mali Joe izve za tragične in divje brutalne okoliščine Alicine smrti in je odločen privesti njene morilce pred sodišče. Medtem ko se velik del te epizode osredotoča na preganjanje nasilnežev, ki so ubili Alice, je to epizodo naredila ganljiva scena, kjer Ben tolaži Joeja zaradi smrti njegove nove žene. Sedita v tlečih ruševinah Joejevega novega doma, Ben (ki redko postane čustven) in vedno čustveni Joe resnično žalujeta za Alice ... in na nek način je bil to njun način žalovanja za smrt zvezdnika serije Dana Blockerja.
- S14E03 Dedovanje jeze

19. september 1972 NBC
Nekdanji zapornik John Dundee, prijatelj Cartwrightov, je izpuščen iz zapora. Ben poskuša pomagati Johnu, da se ponovno prilagodi družbi, vendar se John želi maščevati tistim, ki so ga poslali v zapor – namreč nekdanjim poslovnim partnerjem, Andersu,"Bartlett in Sangster. Še huje, slabi fantje, ki so prijatelji s pokvarjenim policistom, kujejo načrt, kako poslati Johna nazaj v zapor ... tokrat zaradi umora.
- S14E04 Iniciacija

26. september 1972 NBC
Jamiejev prijatelj, Ted Hoag, je neupravičeno obtožen smrti drugega mladeniča med klubsko iniciacijo. Na koncu je to lekcija o odgovornosti za fante iz šole Virginia City.
- S14E05 Izgred!

3. oktober 1972 NBC
Med obiskom državnega zapora v Nevadi, kjer je pregledoval razmere, Bena med izgredom vzamejo za talca. Izgred je poskus frustriranih zapornikov, da razkrijejo grozljive razmere v zaporu. Medtem ko Joe in Candy načrtujeta rešitev situacije, Ben začne prijateljstvo z Griffom Kingom (ki ni ravno dovzeten) in pomaga posredovati zahteve zapornikov upravniku in državnemu zaporniškemu odboru.
- S14E06 Novi človek

10. oktober 1972 NBC
V tem, kar je bil v bistvu drugi del dvodelne epizode, osredotočene na Griffa Kinga, mladi pogojno izpuščeni zapornik prispe na Ponderoso in je najet kot rančer. Ben, Joe in drugi so potrpežljivi, ko poskušajo arogantnemu, zamerljivemu Griffu pomagati, da se prilagodi družbi in živi pošteno življenje.
- S14E07 Zaseda pri Rio Lobo

24. oktober 1972 NBC
Bena in nosečo žensko po imenu Teresa zadržujejo kot talca obupani razbojniki, ki načrtujejo rop poštne kočije in ju prisilijo, da sodelujeta pri načrtu.
- S14E08 Šestindvajseti grob

31. oktober 1972 NBC
Mark Twain v Virginia City razburja nevarne duhove z obtožbami o kraji rudarskih pravic in umoru.
- S14E09 Žrebec

14. november 1972 NBC
Ganljiva zgodba o Malem Joeju in njegovem ljubljenem črnem žrebcu, ki ga Ben kupi svojemu sinu za rojstnodnevno darilo.
- S14E10 Skriti sovražnik

28. november 1972 NBC
Dr. Will Agar je novi mestni zdravnik v Virginia City in s seboj prinaša nove veščine in strokovno znanje za zdravljenje zdravstvenih težav prebivalcev območja. Edina težava je, da je dr. Agar resno zasvojen z morfijem, kar povzroči resne težave za vse.
- S14E11 Zvok žalosti

5. december 1972 NBC
Osamljeni starec odpre svoj dom dvema sirotama, vendar naleti na birokratsko nasprotovanje, ko ju poskuša posvojiti.
- S14E12 Pes v vedru

19. december 1972 NBC
Jamie dobi mladiča irskega setra in med psom in človekom se razvije posebna vez. Lastnik psa izve, da je mladič na Ponderosi, in pride ponj ... da ga uspava (ker je bil pritlikavec in, po besedah gospodarja, slabši primerek pasme). Pes se kmalu znajde na sojenju za svoje življenje.
- S14E13 Prva ljubezen

26. december 1972 NBC
Jamie se spoprijatelji z ženo nepriljubljenega šolskega učitelja, ki jo pogosto ustrahuje.
- S14E14 Priča

2. januar 1973 NBC
Starejša poslovna sodelavka Bena je ubita, potem ko jo moški, ki se izdaja za Candy, poskuša oropati; ženska doživi usoden srčni napad, kar – ker se zgodi med storitvijo kaznivega dejanja – se šteje za enako, kot če bi napadalec potegnil sprožilec. Prava Candy, ki jo je isti moški napadel v hotelu, je pridržana v zvezi s smrtjo stare ženske. Ženska po imenu Kate je edina, ki lahko potrdi Candyjev alibi, vendar je odšla iz mesta s svojim možem, ki je tat. Griff se strinja, da bo šel po Kate in jo prepričal, da poda izjavo. Edina težava je, da odkrije – kot kasneje tudi Ben in Joe – da ima tudi ona preteklost, ki bi, če bi bila razkrita na sojenju, lahko resno škodovala Candyjevi obrambi. Medtem Ben ni prepričan o sposobnosti mladega odvetnika, da brani Candy, zlasti ker ima državni tožilec skoraj brezhiben rekord obsodb. Toda nadobudni odvetnik je odločen igrati Davida proti tožilčevemu Goljatu.
- S14E15 Poroka Theodore Duffy

9. januar 1973 NBC
Resna igra "pretvarjajmo se" se začne, ko se Griff in vladna agentka Theodora Duffy izdajata za moža in ženo, da bi ujela tolpo vojnih zločincev.
- S14E16 Lovec

16. januar 1973 NBC
V tem, kar se je izkazalo za finale serije, Mali Joe opravlja dostavo za Bena, ko sreča Billa Tannerja, psihotični morilec, ki se izdaja za vojaka, ki ga je ubil. Njegov dostavni voz je ukraden in brez zalog, hrane ali vode, Joe -- ki ga je Tanner imenoval svoj "plen" -- poskuša ubežati dobro založenemu norcu, ki sadistično uživa v svoji vlogi plenilca.

### Navedbe
1. ↑  Shapiro 1997, str. ;5, 65–157.
2. ↑  Shapiro 1997, str. ;65, 157.